# Jean-Paul Sartre
Jean-Paul-Charles-Aymard Sartre (AFI: [ʒɑ̃.pol ʃaʁl ɛ.maːʁ saʁ.tʁ(ə)]; Parigi, 21 giugno 1905 – Parigi, 15 aprile 1980) è stato un filosofo, scrittore, drammaturgo e critico letterario francese, considerato uno dei più importanti rappresentanti dell'esistenzialismo, che in lui prende la forma di un umanesimo ateo in cui ogni individuo è radicalmente libero e responsabile delle sue scelte, ma in una prospettiva soggettivista e relativista.
In seguito Sartre diverrà un sostenitore dell'ideologia marxista, della filosofia della prassi e, pur con dei profondi "distinguo", anche del conseguente materialismo storico. Condivise con Simone de Beauvoir la vita privata e professionale. Nel 1964 fu insignito del Premio Nobel per la letteratura, che però rifiutò, motivando il rifiuto col fatto che solo a posteriori, dopo la morte, fosse possibile esprimere un giudizio sull'effettivo valore di un letterato. Nel 1945 aveva già rifiutato la Legion d'onore e, in seguito, la cattedra al Collège de France.
Sartre fu uno dei più importanti intellettuali del XX secolo, influente, amato e criticato al tempo stesso, e uno studioso le cui idee furono sempre ispirate a un pensiero politico orientato verso la sinistra internazionale (negli anni della guerra fredda sostenne talvolta le ragioni dell'allora Unione Sovietica, pur criticandone anche duramente la politica in diversi suoi scritti). Divise con Simone de Beauvoir - conosciuta nel 1929 all'École Normale Supérieure - la propria vita sentimentale e professionale, pur avendo entrambi altre relazioni contemporanee. Ebbe inoltre rapporti di collaborazione culturale con numerosi intellettuali contemporanei, come Albert Camus e Bertrand Russell, con cui fondò l'organizzazione per i diritti umani denominata Tribunale Russell-Sartre.
Secondo Bernard-Henri Lévy, il teatro di Sartre colpisce ancora per i suoi testi, che contengono inquietanti profezie sulla crisi della civiltà occidentale capitalista e consumistica, e per la sua forza. Fu inoltre autore di romanzi e di importanti saggi. Sartre morì nel 1980 al culmine del suo successo di intellettuale "impegnato", quando ormai era diventato icona della gioventù ribelle e anticonformista del dopoguerra, in modo particolare della frazione maoista, di cui era diventato leader insieme a Pierre Victor (pseudonimo di Benny Lévy), passando dalla militanza nel Partito Comunista Francese a una posizione di indipendenza di tipo anarco-comunista, abbandonando sia il marxismo-leninismo sia le sue derivazioni. Si stima che al suo funerale presenziarono cinquantamila persone. È sepolto nel cimitero di Montparnasse a Parigi.

## Biografia

### L'infanzia e l'adolescenza (1905-1923)
Jean-Paul-Charles-Aymard Sartre nacque il 21 giugno 1905 a Parigi; figlio unico, di famiglia borghese: lo zio si era laureato alla prestigiosa École polytechnique, il padre era un militare di famiglia cattolica, mentre la madre Anne-Marie Schweitzer discendeva da una famiglia di intellettuali e di professori alsaziani e luterani, gli Schweitzer (era cugina di Albert Schweitzer, il celebre missionario e attivista protestante).
Il padre Jean-Baptiste Sartre morì di febbre gialla quando Jean-Paul aveva quindici mesi. A incarnare la figura paterna fu il nonno, Charles Schweitzer, uomo dalla forte personalità, che gli impartì la prima istruzione, prima che Jean-Paul, a dieci anni, iniziasse a frequentare la scuola pubblica. Dal 1907 al 1917 il piccolo «Poulou», come era soprannominato in casa, visse quindi con la madre a casa dei nonni materni. Furono dieci anni felici, in cui fu adorato, coccolato e premiato tutti i giorni, ciò contribuì a far nascere in lui un certo narcisismo. Nella grande biblioteca di casa Schweitzer, egli scoprì molto presto la letteratura. Preferiva leggere piuttosto che frequentare gli altri bambini. Durante tutta la vita Sartre mostrerà sempre tratti di leggero egocentrismo e talvolta asocialità, fatto che ha portato a ipotizzare che avesse la condizione neurologica denominata sindrome di Asperger (lo stesso Sartre parlò di Gustave Flaubert descrivendolo come una persona con autismo, e scrisse poi, al proposito, «Flaubert sono io»).
Fin da piccolo soffriva di strabismo, inoltre quando aveva tre anni, perse quasi del tutto la vista dall'occhio destro, già debole per il difetto congenito, a causa di una malattia infantile. Il periodo dell'infanzia fu narrato da Sartre stesso nella sua autobiografia Le parole.
Nel 1917 la madre si risposò con Joseph Mancy, ingegnere nella Marina, che Sartre, a quel tempo dodicenne, avrebbe sempre odiato. Si trasferirono a La Rochelle, dove Sartre rimase fino ai quindici anni: tre anni di sofferenza per lui, passato da un ambiente familiare felice, al contatto con i liceali che gli sembrarono violenti e crudeli. A causa del suo carattere, del suo aspetto fisico e della sua altezza sotto la media, Sartre divenne infatti vittima dei compagni, dei loro scherzi e atti di bullismo verbale.

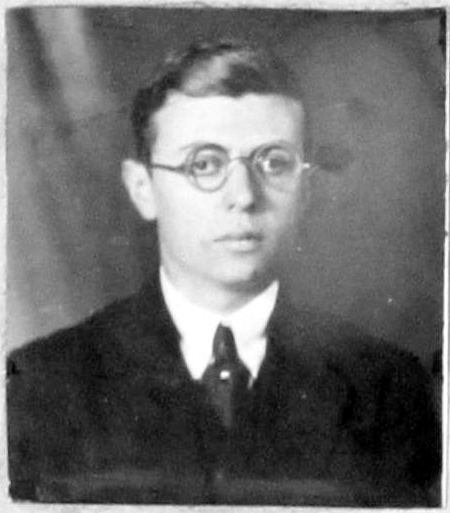
Sartre nel 1924

Verso l'estate del 1920, malato, Jean-Paul Sartre fu portato d'urgenza a Parigi. Preoccupata per l'influsso sul figlio dei cattivi comportamenti dei liceali di La Rochelle, la madre decise di fargli continuare gli studi a Parigi, al liceo Henri IV, dove aveva studiato prima del trasferimento a La Rochelle. A Parigi ritrovò come compagno di studi Paul Nizan, con cui strinse una solida amicizia durata fino alla morte di Nizan, nel 1940. Dopo il baccalaureato, Sartre preparò l'esame di ammissione alla École Normale Supérieure, studiando al liceo Louis-le-Grand.

### Gli anni giovanili e la Resistenza (1923-1945)
Studiò all'École Normale Supérieure di Parigi, dove si laureò nel 1929 in filosofia (ma studiò anche la psicologia, specie la Gestalt e i fondamenti della psicoanalisi freudiana), per insegnarla poi nei licei di Le Havre, di Laon e infine di Parigi. Fu lì che conobbe la futura scrittrice femminista Simone de Beauvoir (da lui soprannominata il Castoro, perché lavoratrice infaticabile;) con cui condivise vita intima, lavoro e impegno politico, anche se non convivranno mai stabilmente.
Avendo vinto una borsa di studio nel 1933, ebbe l'opportunità di specializzarsi a Berlino, potendo entrare in contatto diretto con la fenomenologia di Edmund Husserl e l'ontologia di Martin Heidegger, e leggendo, tra gli altri, Marx e Rousseau.
Vicino al Partito Comunista Francese, viene comunque arruolato e dopo la capitolazione francese del 21 giugno 1940, avvenuta proprio il giorno del suo compleanno, venne fatto prigioniero dai tedeschi in Lorena con altri militari, e internato in un campo di concentramento per soldati nemici a Treviri; qui, assieme ad altri intellettuali prigionieri di guerra, tra cui due preti cattolici, scrive e mette in scena, per il Natale del 1940, l'opera Bariona o il figlio del tuono. Rifiuta di arruolarsi nell'esercito dei collaborazionisti del Governo di Vichy, e nel marzo 1941, grazie a un medico che fa riferimento alla cecità a un occhio, accompagnato da un documento d'identità contraffatto in cui si fa passare per civile, riesce a farsi liberare, evadendo di fatto dalla prigionia e potendo così partecipare alla resistenza francese nella formazione Combat (la stessa dove militò anche Albert Camus). Scrisse anche per l'omonimo quotidiano, organo della formazione, ricoprendo per un periodo, su richiesta di Camus (che ne era redattore capo), l'incarico di inviato negli Stati Uniti d'America.

### Gli anni di gloria (1945-1956)

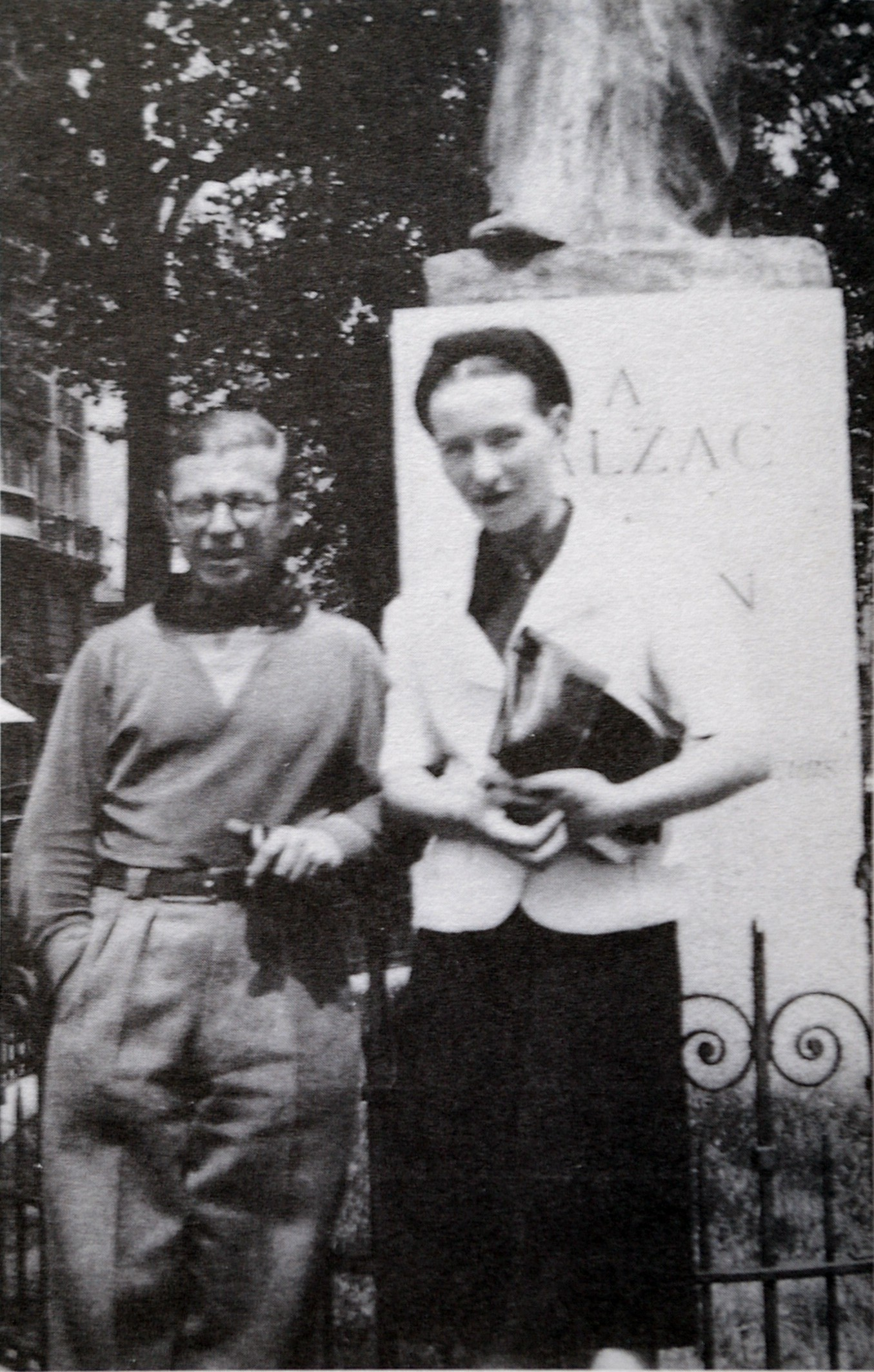
I giovani Sartre e de Beauvoir nei pressi del monumento a Honoré de Balzac (anni 1920)

In seguito alla Liberazione, Sartre conobbe un successo enorme e per oltre un decennio dominò il panorama letterario francese. Promuovendo l'impegno politico-culturale come fine a sé stesso, la diffusione delle sue idee avvenne specialmente attraverso la rivista che egli fondò nel 1945, Les Temps Modernes. Sartre vi condivise la sua "penna" con, tra gli altri, Simone de Beauvoir, Merleau-Ponty e Raymond Aron.
Nel lungo editoriale del primo numero, pose i principi di una responsabilità dell'intellettuale nel suo tempo e di una letteratura impegnata. Per lui, lo scrittore è presente «qualunque cosa faccia, segnato, compromesso fino al suo più lontano ritiro dall'attività [...] Lo scrittore è "in situazione" nella sua epoca.» Questa posizione sartriana dominerà tutti i dibattiti intellettuali della seconda metà del XX secolo. La rivista è sempre considerata come la più prestigiosa tra le riviste francesi a livello internazionale.
Simbolo di questa gloria surreale e dell'egemonia culturale di Saint-Germain-des-Prés sul mondo, la sua celebre conferenza dell'ottobre 1945, dove una folla immensa, tra litigi e svenimenti, cerca di entrare nella piccola sala che era stata riservata. Sartre in quell'occasione presenta una sintesi della sua filosofia, l'esistenzialismo, in questa fase già modificato da influssi del pensiero marxista, che sarà poi trascritta nell'opera L'esistenzialismo è un umanismo. La sua pubblicazione, da parte dell'editore Nagel, è fatta all'insaputa di Sartre che giudica la trascrizione ex abrupto, necessariamente semplificatrice.
Saint-Germain-des-Prés, residenza di Sartre sulla rive gauche, diviene quindi il quartiere parigino dell'esistenzialismo, e allo stesso tempo un luogo di vita culturale e notturna, nel quale si festeggia alla maniera esistenziale. L'esistenzialismo diventa pertanto una vera e propria moda, più o meno fedele alle idee sartriane, e di cui l'autore sembra un po' superato dall'ampiezza che prende quest'ultima.
Sartre divenne però l'intellettuale più ammirato del momento, e scrisse addirittura testi di canzoni (come per Juliette Gréco), entrando nell'immaginario popolare francese e mondiale come il simbolo dell'intellettuale impegnato.
Intanto, Sartre afferma il suo impegno politico chiarendo la sua posizione, attraverso i suoi articoli su Les Temps modernes: Sartre sposa, come molti intellettuali della sua epoca, la causa della rivoluzione marxista, ma, almeno dal 1956 in poi, senza per questo concedere i suoi favori al partito comunista, agli ordini di un'URSS che non può soddisfare l'esigenza di libertà. Sartre e i suoi amici continuano perciò a cercare una terza via, quella del doppio rifiuto del capitalismo e dello stalinismo.
Nel dicembre 1946, la rivista prende posizione contro la guerra d'Indocina. Nel 1947, Sartre nei suoi articoli attacca il gollismo e il RPF, che considera come un movimento fascista.

#### L'uscita dal PCF e l'esperienza della terza forza
L'anno seguente, la guerra fredda che avanza conduce Les Temps modernes a combattere l'imperialismo americano, affermando al contempo un pacifismo neutralista; pubblica con Maurice Merleau-Ponty un manifesto a favore di un'Europa socialista e neutrale.
È allora che Sartre decide di tradurre il suo pensiero in espressione politica, fondando con un conoscente un nuovo partito politico, il Rassemblement Démocratique Révolutionnaire, che ambisce a rappresentare la "terza forza" alternativa allo schieramento USA-URSS. Malgrado il successo di qualche manifestazione, il RDR non raggiungerà mai un numero di aderenti tale da diventare un vero partito. Intuendo una deriva pro-americana da parte del suo co-leader, Sartre rassegna le sue dimissioni nell'ottobre 1949. A questo punto il riavvicinamento con i comunisti iniziò a diventare per lui una soluzione.
Sempre nel 1949 divenne membro di un comitato internazionale, assieme a Pablo Picasso, Tristan Tzara, Pablo Neruda e Paul Robeson, per ottenere la liberazione del poeta turco e comunista Nazım Hikmet, incarcerato dal governo del proprio paese, obiettivo raggiunto l'anno seguente. Con lo stesso Picasso, Simone de Beauvoir, Frida Kahlo e altri, indirizzò nel 1953 un appello agli Stati Uniti per i coniugi Rosenberg, simpatizzanti del Partito Comunista degli Stati Uniti d'America, condannati a morte e poi giustiziati per spionaggio a favore dell'URSS.

#### Il compagno di strada del Partito Comunista Francese
(Les Temps Modernes, 1953)
La guerra di Corea, che scoppia nel giugno 1950, accelera questa evoluzione verso il riavvicinamento al Partito Comunista Francese (PCF). Per Sartre, la guerra implica il fatto che ognuno ora debba scegliere il proprio campo. Merleau Ponty, in disaccordo, lascia allora, dopo Raymond Aron, les Temps Modernes, di cui egli era un membro importante.
Il 28 maggio 1952, il PCF organizza una manifestazione contro la visita del generale Ridgway, che finirà nella repressione e nel sangue, con la morte di due militanti e l'arresto di Jacques Duclos, segretario del PCF. L'evento scioccò Sartre a tal punto che egli ne parlerà come di un'autentica «conversione»: egli inizia ormai a sostenere anima e corpo il PCF. Scrive l'articolo I comunisti e la pace: qui egli chiarisce che il proletariato non potrebbe vivere senza il suo partito, il partito comunista, e che bisogna dunque assimilare il partito comunista al proletariato. Il PCF diventa così il solo partito in favore del quale ci si deve impegnare.
Gli anni successivi saranno pieni di attività politica e filosofica per Sartre, accanto alla sinistra marxista e maoista, e poi anarco-comunista.

### La guerra d'Algeria e l'impegno per i diritti umani (1956-1960)

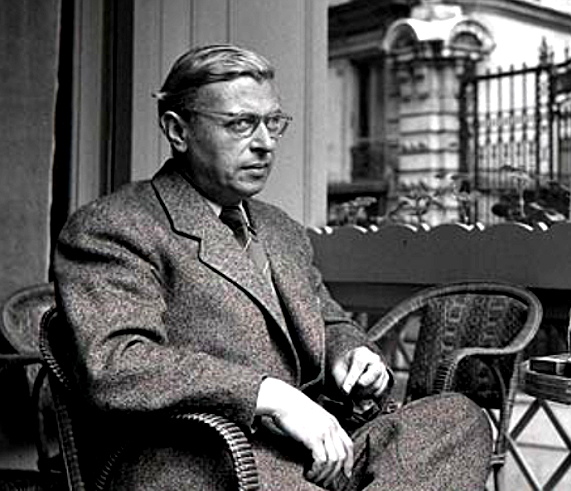
Sartre nel 1950, al Café Flore, che insieme al caffè Le Deux Magots era il principale punto d'incontro degli esistenzialisti di Parigi

Dal 1956 al 1962, Sartre e la sua rivista intrapresero una lotta radicale a favore della causa nazionalista anticolonialista algerina. Nel marzo del 1956, quando i comunisti votarono in favore dei pieni poteri a Guy Mollet in Algeria, Sartre e i suoi amici denunciarono il mito di un'Algeria francese parlando della realtà colonialista. Quindi essi si impegnarono a favore dell'indipendenza, manifestando altresì la loro solidarietà con il Front de Libération Nationale. Les temps modernes fece anche apparire nella primavera del 1957 la testimonianza di Robert Bonneau, un soldato richiamato, che raccontò i barbari metodi adottati durante la guerra in Algeria, come torture, massacri e pulizia etnica.
Sostenne la denuncia dell'algerino Henri Alleg, vittima di tortura: 
Nel settembre 1960 sostiene il manifesto del diritto alla non sottomissione (chiamato manifesto dei 121) e si dichiara solidale con le richieste di aiuto del FLN. Durante il processo a Francis Jeanson, giornalista di Temps Modernes accusato di essere un «portaborse» del FLN, egli proclama il suo assoluto sostegno all'imputato. Questa dichiarazione provoca uno scandalo e, malgrado le proteste di diverse organizzazioni, Charles de Gaulle non volle persecuzioni contro Sartre. Già nel 1957 aveva sostenuto, con Simone de Beauvoir, ma anche con il giornalista militante Georges Arnaud e l'avvocato Jacques Vergès, la causa dell'attivista algerina (torturata dai militari e poi incarcerata in Francia) Djamila Bouhired, che evitò la pena di morte per terrorismo e venne poi amnistiata. Con Simone de Beauvoir e Louis Aragon sostenne anche un'altra militante algerina, Djamila Boupacha.
Questo suo impegno, non di meno, comporta i suoi rischi: nel gennaio 1962, l'OAS, gruppo nazionalista francese di estrema destra, compie un attentato facendo esplodere una parte del suo domicilio, che Sartre aveva abbandonato proprio per timore di rappresaglie.

In questo periodo scrisse anche la prefazione al celebre testo I dannati della terra di Frantz Fanon (divenuto il manifesto dell'anticolonialismo terzomondista), in cui scrive: 
(J.-P. Sartre, Prefazione a «I dannati della terra»)

### Problemi di salute e ultimi anni (1960-1980)
(Motivazione del Premio Nobel per la letteratura del 1964, declinato da Sartre)
Negli anni 1960 la sua salute peggiora rapidamente. Sartre è prematuramente logorato, per la sua costante iperattività letteraria e politica, oltre che a causa del tabacco, dell'alcool che assume in gran quantità, e delle droghe che lo mantengono in forma e gli permettono di mantenere il suo ritmo di lavoro: stimolanti come anfetamine e corydrane, un farmaco composto da aspirina e anfetamine, in gioventù anche l'allucinogeno mescalina (poi sostituì il corydrane con l'hashish e il semplice caffè, in quanto il farmaco era pericoloso per la sua salute malferma) e ansiolitici.

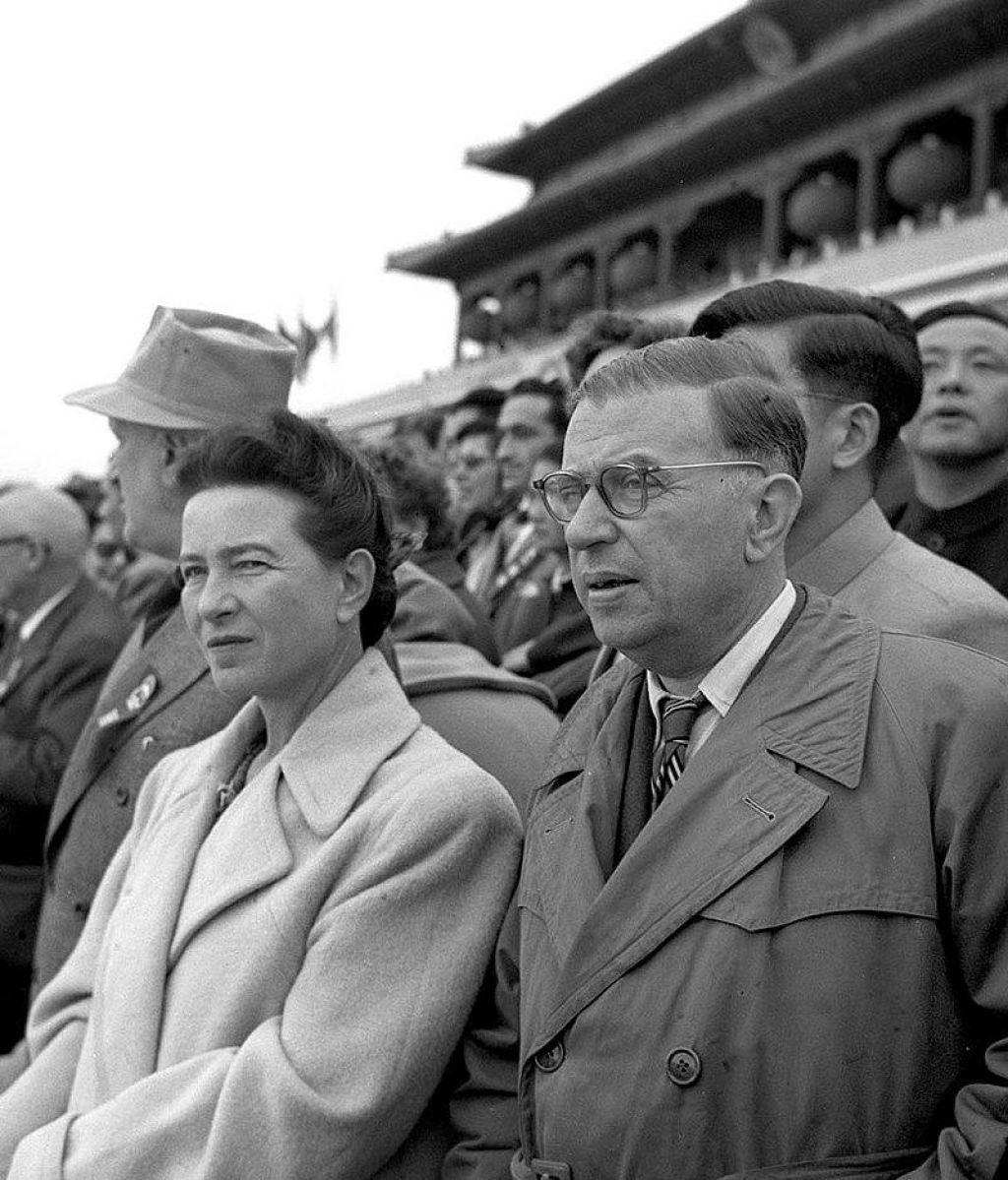
Sartre e de Beauvoir a Pechino (1955)

Nel frattempo, sul piano teorico, il filosofo Sartre si occupa di produrre la teoria economica e sociale che servirà a conciliare socialismo e libertà. Si lancia in quest'impresa, che rimarrà incompiuta, con la pubblicazione della prima parte della Critica della ragione dialettica nel 1960.
Dopo di che l'esistenzialismo sembra perdere colpi: durante gli anni 1960, l'influenza di Sartre sulla letteratura francese e sulle ideologie intellettuali diminuisce poco a poco, specialmente nel confronto con gli strutturalisti come l'antropologo Lévi-Strauss, il filosofo Foucault o lo psicanalista Lacan. Lo strutturalismo è in qualche modo l'avversario dell'esistenzialismo: in effetti nello strutturalismo non c'è molto spazio per la libertà umana, essendo ogni uomo imbrigliato nelle strutture che lo sovrastano e sulle quali non ha presa. Sartre è altrove, non si cura di discutere di questa nuova corrente: è interamente impegnato in un progetto personale, rappresentato dall'analisi del XIX secolo e della creazione letteraria, e soprattutto dalla critica di un autore di cui non ha mai condiviso lo stile parnassiano, Flaubert, ma verso cui prova comunque ammirazione e interesse.
Negli anni '60 fonda con il matematico e filosofo socialista riformista Bertrand Russell, il Tribunale Russell-Sartre, che deve simbolicamente giudicare i crimini di guerra in Vietnam, e che poi si pronuncerà anche sul golpe cileno del 1973, attuato contro il socialista democratico Salvador Allende e altre violazioni di diritti umani.
Nel 1964, fatto che avrà una grande risonanza mondiale, rifiuta il premio Nobel poiché, a suo avviso, «nessun uomo merita di essere consacrato da vivo». Tra i motivi del Nobel, vi era anche il valore letterario della sua autobiografia Le parole. Aveva già rifiutato la Legione d'onore nel 1945, e ancora una cattedra al Collegio di Francia. Questi onori, secondo lui, avrebbero alienato la sua libertà, facendo dello scrittore un'istituzione. Questi suoi gesti resteranno celebri poiché in grado di illuminare lo spirito e lo stato d'animo dell'intellettuale, che dichiarò, pur essendo simpatizzante del blocco comunista (e affermò che il Nobel era secondo lui, comunque, un riconoscimento troppo filoamericano), che avrebbe rifiutato anche il Premio Lenin per la pace o un'altra onorificenza del mondo comunista, qualora l'URSS o altri paesi glielo avessero concesso. Per sottrarsi all'assedio dei mass media nell'occasione del Nobel rifiutato, si rifugiò nella casa di campagna della sorella di Simone de Beauvoir, Hélène.

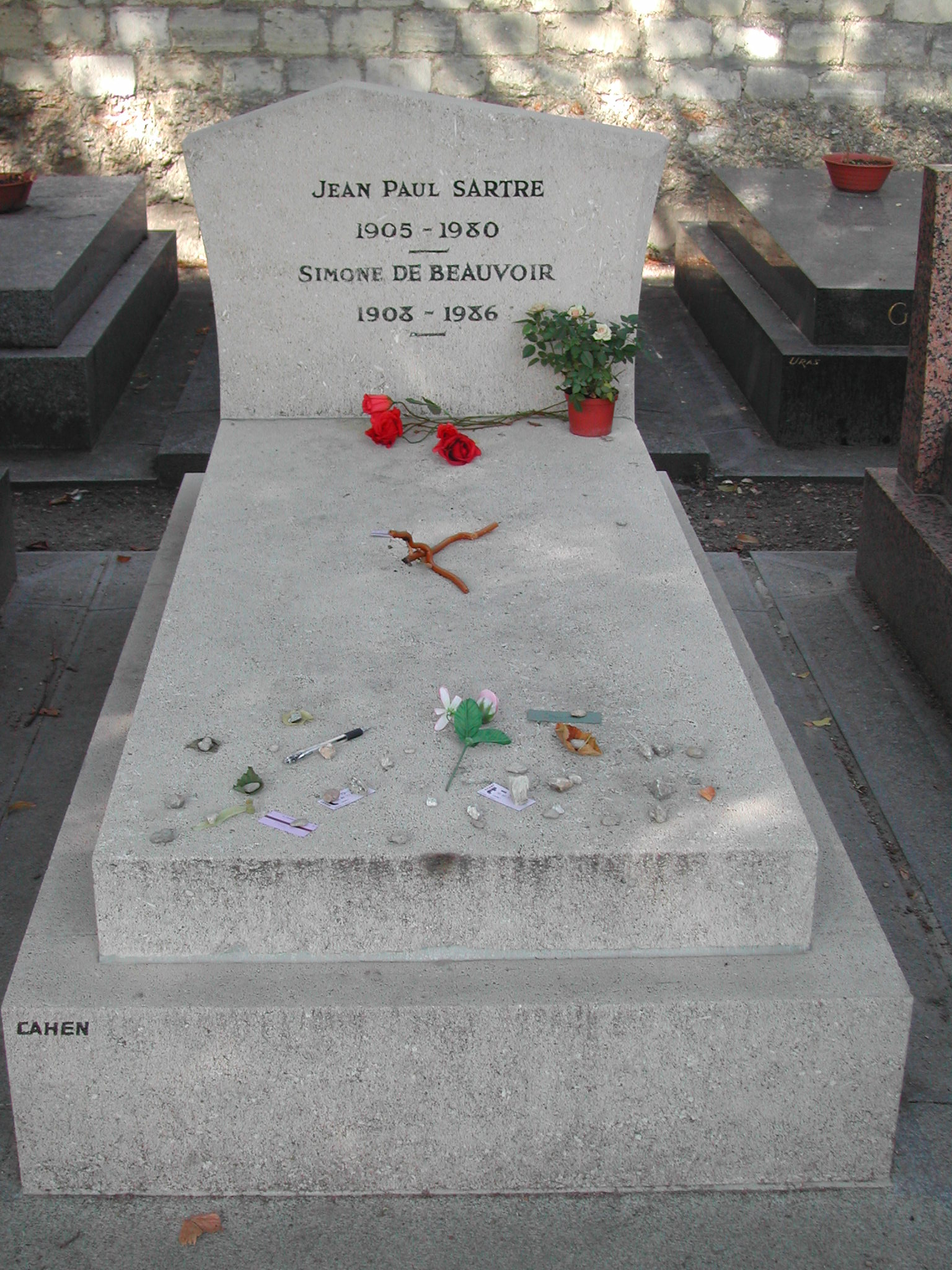
Tomba di Jean-Paul Sartre e Simone de Beauvoir

Nel 1968 manifesta al maggio francese, e viene arrestato per disobbedienza civile, e poco dopo lasciato andare; evita il processo ottenendo, però, l'immediato perdono presidenziale dal suo principale avversario politico del momento, Charles de Gaulle, che affermò "Non si imprigiona Voltaire", con un paragone tra Sartre e Voltaire, il principale intellettuale dell'Illuminismo.
Negli ultimi anni assume come segretario personale il giovane Pierre Victor, noto anche come Benny Lévy, che lo assistette durante gli ultimi tempi, e adotta, già nel 1964, una giovane ventinovenne di famiglia ebraica, Arlette Elkaïm (poi nota come Arlette Elkaïm-Sartre), che era stata per tempo brevissimo una sua amante, per poi divenirne invece la figlia. Riceve i giornalisti nel suo appartamento, tra i suoi molti volumi posseduti (tra cui molti romanzi d'evasione, specie "gialli") e i suoi gatti.
Nel 1974 visitò nella prigione di Stammheim-Stoccarda, in Germania Ovest, il leader della Rote Armee Fraktion (gruppo tedesco dedito alla lotta armata marxista, in maniera analoga alle Brigate Rosse italiane e noto anche come "gruppo Baader-Meinhof), Andreas Baader, in prigione per terrorismo tramite alcuni attentati esplosivi e rapine di autofinanziamento; Sartre incontrò Baader durante uno sciopero della fame collettivo dei detenuti "politici", e criticò le dure condizioni di prigionia a lui imposte (Baader morirà misteriosamente - come altri membri del gruppo - in prigione nel 1977, suicida o, secondo altri, forse assassinato); benché abbia successivamente detto alla televisione tedesca di non essere d'accordo con le idee e la prassi della RAF, il filosofo affermò di essere andato a visitarlo per ragioni umanitarie, e che Baader veniva torturato, tenendolo in un disumano isolamento contrario alle convenzioni sui diritti umani. Chiese, poi, a Baader, senza successo, di chiudere la stagione del terrorismo, poiché la guerriglia e gli atti violenti potevano funzionare contro le dittature militari del Sudamerica, ma non in Europa. Manifestò più volte la sua solidarietà al movimento del Settantasette, attivo in Italia, ad esempio nel caso del cosiddetto Processo 7 aprile.
Nel 1973 aveva subìto un grave ictus, seguito da un'emorragia retinica all'occhio sinistro, l'unico completamente sano. Anche se mantenne la visione periferica, non fu più in grado di leggere o scrivere nel modo in cui era abituato e fu costretto a dettare gli scritti o a registrarli. Oltre a questi seri problemi di vista, che alla fine degli anni '70 lo porteranno alla cecità quasi completa, soffre di perdita dell'udito dovuta all'invecchiamento e di disturbi respiratori; l'ictus gli lascia inoltre una parziale paralisi al volto e a un braccio, e difficoltà di camminata. Tuttavia, il rifiuto, la rivolta, l'intransigenza si vedono sempre nelle azioni di Sartre, nonostante l'inizio di questo lungo periodo di decadenza fisica. Nello stesso anno partecipò alla fondazione del quotidiano Libération.
Dopo un lungo declino fisico, Sartre morì di edema polmonare a Parigi, il 15 aprile 1980 alle 21:00 presso l'ospedale di Broussais dove era ricoverato dal 20 marzo a causa di problemi respiratori, seguiti poi da insufficienza renale acuta con uremia, gangrena e coma (il 14 aprile). Il presidente Valery Giscard d'Estaing propose i funerali di Stato e la tumulazione immediata al Pantheon (onore concesso solo - con le eccezioni di capi di Stato deceduti nelle loro funzioni e personalità della Rivoluzione francese come Marat e Mirabeau - a Victor Hugo nel 1885), ma la famiglia rifiutò, non ritenendo ciò in linea con la personalità di Sartre.
Dopo una commemorazione civile alla presenza di un'imponente folla, venne sepolto nel cimitero di Montparnasse. Sartre non venne sepolto al cimitero di Père-Lachaise, nella tomba di famiglia, per sua esplicita richiesta; dopo una sepoltura temporanea, quattro giorni dopo il funerale il corpo venne cremato presso la struttura apposita del Père-Lachaise stesso, ma le ceneri furono inumate nella tomba definitiva a Montparnasse, in cui verrà seppellita anche la compagna Simone de Beauvoir, morta nel 1986; ella descrisse gli ultimi anni con il filosofo nel libro La cerimonia degli addii (1982), scrivendo che «la sua morte ci separa. La mia morte non ci riunirà. È così; è già bello che le nostre vite abbiano potuto essere in sintonia così a lungo».

## Il pensiero
(da L'esistenzialismo è un umanismo)

Il pensiero di Sartre rappresenta il vertice dell'esistenzialismo del Novecento e resta interessante per il suo sforzo di coniugare il marxismo e il comunismo con il rispetto della libertà di tipo umanistico, l'individualismo con il collettivismo e il socialismo, ideali spesso fraintesi con la realtà storica. Oltre ad Husserl e Heidegger, Karl Marx esercita una forte influenza su di lui, soprattutto nella fase successiva al 1950: 
(Da Questions de méthode (Questioni di metodo), in Critique de la raisson dialectique, Gallimard, Paris, 1960, traduzione italiana di F. Ferniani, Milano, Il Saggiatore, 1976, pp. 92-96.)

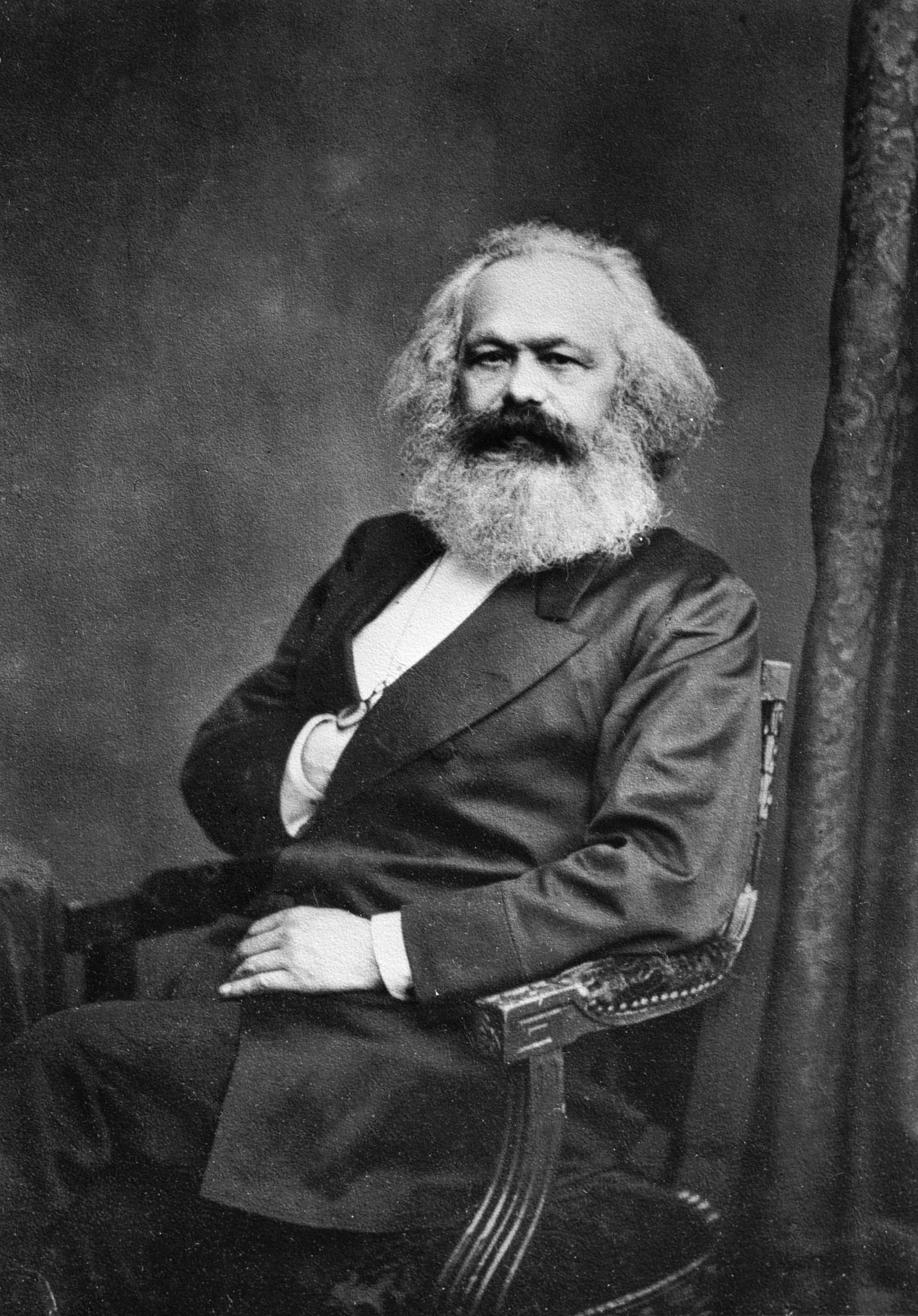
Karl Marx

### La libertà
(Simone de Beauvoir)
 Durante l'ultima fase del suo pensiero, Sartre si confrontò con lo storicismo dialettico e il materialismo storico. Quest'ultimo è condiviso anche dal filosofo francese, seppure con dei "distinguo" molto importanti, in quanto Sartre sostiene la preminenza del libero arbitrio sul determinismo.
Egli rimarrà sempre molto influenzato dal pensiero di Edmund Husserl, anche se poi se ne servirà in modo originale, perché sin dai suoi primi studi vi imprime una forte critica psicologistica, che sarà poi solo soppiantata da quella politica dopo il 1946. Un importante fonte di ispirazione per Sartre, fu la filosofia di Heidegger di Essere e tempo e, seppure nella critica (spesso aspra) e nel superamento, il pensiero di Hegel. La prima fase del pensiero di Sartre è segnata dall'opera L'essere e il nulla, pubblicata nel 1943, che rimane l'opera principale a testimonianza del suo esistenzialismo ateo. Il tema principale posto in essa è la fondamentale libertà di realizzarsi di ogni uomo come uomo-dio e l'ineludibilità di rimanere sempre un dio-fallito. Ciò che evidenzia il fallimento è l'angoscia che attanaglia l'uomo nel vivere il suo esistere come una libertà fasulla, basata sul nulla:
Nelle ultime pagine autobiografiche del volume Le Parole, Sartre descrive il percorso tutt'altro che indolore che lo ha condotto all'ateismo.

### Il primo esistenzialismo:La nauseae il pessimismo
(A porte chiuse)
Nella fase iniziale, Sartre è ispirato da Heidegger, Nietzsche, Schopenhauer, Jaspers e Kierkegaard; dal punto di vista narrativo, il Sartre romanziere risente dell'influsso di Louis-Ferdinand Céline. La sua concezione è tendente al pessimismo.
La nausea (1932~1938) è il più celebre romanzo esistenzialista, assieme a Lo straniero di Albert Camus, e la prima opera pubblicata da Albert, nonché la principale del primo esistenzialismo sartriano. Qui la vita è vista come priva di un senso necessario e vi è anche l'estraneità della coscienza nei confronti della natura, vista come brutalità priva di coscienza; è proposto una specie di dualismo tra ciò che è cosciente e ciò che è incosciente: il "Per Sé" (Pour Soi) è la coscienza, che è "nulla" (Néant), in quanto è mancanza: è infatti pura possibilità. Essa è rivolta, come coscienza intenzionale, all'"essere in sé" (En Soi). L'"essere", come "essere in sé" è statico, monolitico e inerte, e costituisce il riferimento dell'intenzionalità della coscienza. Questa nella sua progettualità tende all'"essere in sé", senza mai raggiungerlo. Sartre lamenta il fatto che la realtà non ha significato in sé, ma che è la coscienza dell'uomo a conferirlo. Non esiste un essere necessario (cioè "Dio") che possa dare significato dall'esterno a questa condizione esistenziale.
In questo momento la visione sartriana rimane pessimista e nichilista.
In risposta a questo pessimismo, Sartre concepirà la "morale impegnata" (come morale della situazione) nella fase dell'esistenzialismo successivo, espressa in parte già ne L'essere e il nulla, ma soprattutto ne L'esistenzialismo è un umanismo.

### L'umanismo e il secondo esistenzialismo (1946)
Nell'opera L'esistenzialismo è un umanismo, originariamente una conferenza, Sartre presenta il suo esistenzialismo e risponde alle critiche avanzate da più parti. Costituisce un'introduzione "estremamente chiara", benché semplice (ma non semplicistica) all'esistenzialismo. Tuttavia, l'eccessiva fortuna di questo testo ha condotto Sartre quasi a rinnegarlo filosoficamente, affermando che non può costituire altro che un'introduzione al suo pensiero.
Sartre riteneva che la nozione di senso della storia cara a Hegel, contraddistinta dal concetto di necessità e presente anche in Marx (ma in lui mitigata dalla "filosofia della prassi"), non avesse nulla di necessario e ineluttabile: era pertanto fortemente rigettata. Secondo Sartre, la libertà dell'uomo è tale nel suo proprio divenire che nessuno può prevedere, nemmeno a grandi linee, quale direzione la Storia prenderà domani. Questo porta al rifiuto dell'ottimismo acritico di vari marxisti sui "domani che cantano" e che possono senz'altro non arrivare mai, ma anche del pessimismo.

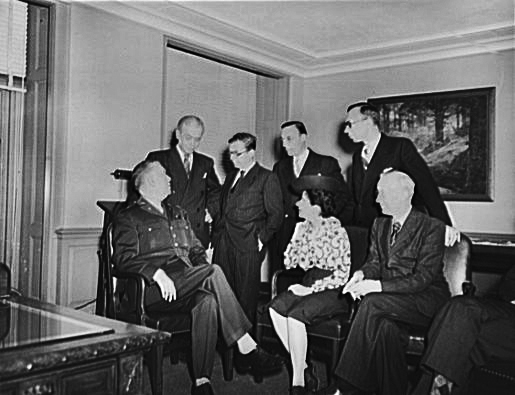
Sartre (al centro) con alcuni giornalisti e il generale George Marshall (1945)

#### L'esistenza e l'essenza
Sartre afferma che «l'esistenza precede l'essenza» e "l'uomo è condannato a essere libero", famose frasi de L'esistenzialismo è un umanismo . L'Esistenza - la forma sensibile, che per Sartre è il risultato pratico dell'azione del pensiero - è ritenuta superiore all'Essenza (il motivo per cui l'essere è così e non altro, come l'Idea platonica) che è identificata tradizionalmente con l'Essere (cioè che è), e che si manifesta invece nel pensiero teorico. Per Sartre è quindi l'esistenza, cioè il fatto compiuto, quello che conta davvero, è l'uomo e la sua attività la cosa più importante, più che la speculazione teorica astratta, se essa resta mero pensiero. Inoltre è l'esistenza nel presente, nell'azione, che conta, non ciò che si è stati in passato.
Se l'esistenza viene prima dell'essenza, occorre partire dalla soggettività. L'uomo è costretto a inventare l'uomo e su di lui cade la responsabilità totale dell'esistenza; deve cercare uno scopo fuori di sé, solo così si realizzerà. Ciò è in linea con L'essere e il nulla, in cui Sartre aveva identificato l'essere (come "esser per sé") col nulla, staccandolo dalla speculazione; dopo aver spodestato completamente l'essere (inteso come "essere in sé"), l'uomo si trova quindi al centro di tutto, come nell'umanesimo del Rinascimento. Alla fine, con l'adesione al marxismo, sarà l'essenza della materia a trascendere tutto all'interno della filosofia sartriana.
Durante la sua prigionia di guerra (1940-1941) Sartre aveva letto Essere e tempo di Martin Heidegger, una ricerca ontologica condotta con la visione e il metodo della fenomenologia di Edmund Husserl (che di Heidegger fu il maestro). L'opera di Heidegger fu in effetti prodromica a L'essere e il nulla, il cui sottotitolo recita "Saggio fenomenologico sull'ontologia".
Il saggio di Sartre è influenzato da Heidegger, sebbene l'autore francese nutrisse profondo scetticismo riguardo a ogni forma in cui l'umanità potesse raggiungere una sorta di stato personale di realizzazione comparabile con l'ipotesi heideggeriana di re-incontro con l'Essere. Nella sua più tetra descrizione de L'essere e il nulla, l'uomo è una creatura ossessionata da una visione di "compiutezza", che Sartre chiama ens causa sui, e che le religioni fanno coincidere con Dio. Venuti al mondo nella realtà materiale del proprio corpo, in un universo disperatamente materiale, ci si sente inseriti nell'essere (con la "e" minuscola). La coscienza è in uno stato di coabitazione con il suo corpo materiale, ma non ha alcuna realtà obiettiva; è nulla (nel senso etimologico di nulla res, 'nessuna cosa'). La coscienza ha l'attitudine di concettualizzare le possibilità, e di farle apparire, o di annichilirle.

#### Etica e morale: la scelta come "bene"
Sartre, grande sostenitore della libertà, ci fornisce un'etica della situazione. Il filosofo francese pensa infatti, a differenza di Heidegger (in cui l'etica è considerata inutile al cospetto della ontologia) che sia importante per l'uomo credere a valori. Questi, in ogni modo, sono costruiti dall'uomo medesimo e sono soggettivi. In questo modo egli rifiuta qualsiasi dottrina morale universalistica, criticando ogni etica fondata su principi oggettivi, come quella cristiana (fondata sulla legge morale naturale)  o quella kantiana (fondata sull'imperativo categorico). Se infatti Dio non esiste, e Sartre, essendo ateo nega la sua esistenza, (perché se esistesse, l'uomo non sarebbe libero), non possono esistere norme assolute. Sia la morale cristiana, sia la morale kantiana sono quindi ugualmente criticate. In proposito Sartre prende in particolare l'esempio di un giovane che debba scegliere tra occuparsi di sua madre oppure raggiungere la Resistenza francese a Londra. In entrambi i casi, la massima della sua azione non è morale, poiché deve necessariamente sacrificare un "fine in sé" riducendolo al grado di "mezzo": abbandonare sua madre è il mezzo per arrivare a Londra, abbandonare i combattenti è invece il mezzo per occuparsi di sua madre.
Sartre illustra la "teoria dei vigliacchi e dei mascalzoni": "Quelli che nasconderanno a sé stessi, seriamente o con scuse deterministe, la loro totale libertà, io li chiamerò vigliacchi; gli altri che cercheranno di mostrare che la loro esistenza è necessaria, mentre essa è la contingenza stessa dell'apparizione dell'uomo sulla terra, io li chiamerò mascalzoni".
L'uomo è pienamente responsabile di ogni sua scelta, anche se ci sono comunque delle cause per ogni azione negativa o positiva, che vanno individuate e analizzate; l'essere umano trova la sua massima realizzazione nell'impegno sociale e politico al miglioramento della propria e dell'altrui condizione.
Per Sartre, "non c'è dottrina più ottimista" del suo nuovo esistenzialismo, che rifiuta il pessimismo e il nichilismo in quanto è «morale dell'azione e dell'impegno». La sola scelta umana e anti-trascendente è di per sé "un bene" soggettivo, anche quando non conduce al bene oggettivo. A questo dilemma morale ("se la scelta è bene intrinseco per il soggetto e l'umanità, come giustificare le scelte negative?"; inoltre se l'uomo è responsabile per sé delle sue scelte perché non è un burattino del Fato, ma le sue scelte sono tutte giuste dal suo punto di vista, diventa come se non fosse responsabile davanti agli altri) risponderà con l'adesione al marxismo, ma nel saggio del 1946 scrive:
 In sostanza, dal punto di vista personale noi scegliamo sempre quello che crediamo essere il bene.

### La necessità come "bene"
L'esistenzialismo si configura quindi come una dottrina soggettivista e, fino a un certo punto, relativista, anche Sartre sceglierà poi razionalmente di impegnare la propria soggettività nella prospettiva marxista e nel materialismo storico, dove è la necessità a giustificare utilitaristicamente la scelta. In ciò vi è una componente metafisica che alcuni studiosi di Sartre (come Franco Virzo,) hanno messo in evidenza

#### L'esistenzialismo marxista
Dopo la seconda guerra mondiale, insieme alla cospicua produzione di opere drammaturgiche di alto livello, l'attenzione di Sartre si rivolge all'azione politica, ma si può dire che in esse esistenzialismo e politica trovino la loro sintesi intellettuale. Con l'adesione al comunismo, Sartre si mette in gioco a favore di questo e dà inizio a un suo ruolo di engagé che farà da modello a molti intellettuali di sinistra tra gli anni '50 e '80. Il resto della sua vita è segnato dal tentativo di riconciliare le idee esistenzialistiche con i principi del marxismo, convinto che le forze socio-economiche determinino il corso dell'esistenza umana e che il riscatto economico per la classe operaia possa diventare anche culturale. Come Elio Vittorini, da cui sarà intervistato per Il Politecnico, Sartre auspica una cultura che non si limiti a consolare dal dolore ma che lo elimini e lo combatta, una cultura «capace di lottare contro la fame e le sofferenze».
È in questa prospettiva che nasce il progetto della Critica della ragion dialettica (che uscirà nel 1960), la sua adesione al marxismo a partire da I comunisti e la pace (1951) e contemporaneamente la rottura con altri intellettuali. La Critica, però, non è per niente allineata alla dottrina comunista sovietica, ma propone una visione della società che lascia all'individualità larghi spazi di libertà e di affermazione, anche se in una prospettiva che coesiste anche con il determinismo. Nel perseguimento della "unità dialettica del soggettivo e dell'oggettivo" la soggettività è infatti dipendente dall'oggettività socioambientale come suo "campo delle possibilità".

La libertà condizionata dell'uomo è in rapporto a un ampio sottofondo di necessità. Gli assunti fondamentali di L'essere e il nulla sono perciò nella Critica della ragion dialettica ridimensionati e superati con l'assunzione teorica del materialismo storico marxiano. È infatti il regno del "pratico-inerte" (l'essenza della materia) a imporsi, a dominare, a determinare la necessità e ad imporla anche all'uomo. Sartre viene quindi a scrivere: 
Sartre accetta il pensiero di Marx, di cui predilige il pensiero giovanile, presente in particolare nei Manoscritti economico-filosofici del 1844, e nelle Tesi su Feuerbach (1845). In quest'ultimo breve scritto compare la "filosofia della prassi", molto apprezzata da Sartre. Il filosofo francese però non accetta gran parte del materialismo dialettico di Engels. In proposito Sartre afferma: "il modo di produzione della vita materiale domina in generale lo sviluppo della vita sociale, politica e intellettuale". Aggiunge anche che "questa dialettica può effettivamente esistere, ma bisogna riconoscere che non ne abbiamo la benché minima prova"; dal determinismo deriva la dottrina della dialettica di Engels, che è, secondo Sartre, definita dai marxisti classici "come un dogma" acritico, per cui il marxismo della sua epoca "non sa più di nulla: i suoi concetti sono diktat; il suo fine non è più di acquistare cognizioni, ma di costituirsi a priori come sapere assoluto", ha disciolto gli uomini "in un bagno di acido solforico", mentre l'esistenzialismo ha potuto invece "rinascere e mantenersi perché affermava la realtà degli uomini".
Sartre afferma poi che periodi rivoluzionari si dividono in tre fasi: 1) la genesi del «gruppo in fusione»; 2) il predominio della «Fraternità-Terrore», che sfocia nell'«istituzionalizzazione del capo»; 3) la ri-formazione delle istituzioni statuali. Prima di «unirsi in interiorità» nel gruppo in fusione, gli individui sono «uniti in esteriorità», dispersi, frammentati, atomizzati, estraniati nei «collettivi seriali», e tali tornano ad essere nella terza fase, la restaurazione politica post-rivoluzionaria. Rispetto alla Rivoluzione francese, modello fondamentale di ogni rivoluzione, le tre fasi sono: la presa della Bastiglia, il Terrore di Robespierre, il Termidoro. A giudizio del filosofo, la storia umana varia continuamente dalla “serie” al “gruppo” e dal “gruppo” alla “serie”.

### Sartre e il comunismo
(Sartre sul rapporto con la politica sovietica)
Il rapporto di Sartre con la politica in senso stretto, con il comunismo e i partiti comunisti fu simile a quello di molti altri intellettuali dell'epoca della guerra fredda, oscillante fra adesione e allontanamento, spesso per i problemi derivanti delle scelte dittatoriali dei regimi comunisti legati all'Unione Sovietica. Spesso cercarono alternative anticapitaliste e terzomondiste, rimanendo delusi da nuove esperienze extrasovietiche come il maoismo e il castrismo, e infine rifugiandosi nella socialdemocrazia o nel libertarismo (nel caso di Sartre l'anarco-comunismo) onde conciliare il proprio impegno umanista con l'opposizione al capitalismo e alle destre. Spesso questi intellettuali tentavano una riforma del comunismo dall'interno, sostenendo anche la dissidenza "moderata" dei paesi comunisti.
A partire dal 1952, Sartre si impegnò in un "matrimonio di ragione" con i sovietici: in particolare, partecipa al Congresso nazionale della pace a Vienna nel novembre 1952, organizzato dall'URSS, e la sua presenza conferisce all'avvenimento una considerazione insperata. Sartre arriva fino ad autocensurarsi facendovi impedire la ripresa della sua pièce Le mani sporche, che i comunisti consideravano antibolscevica, in quanto alludeva all'assassinio di Lev Trockij, e che era previsto andasse in scena in quel periodo a Vienna. Sartre resterà iscritto al PCF per 4 anni. Questo allineamento di Sartre ai comunisti separa lo stesso Sartre e Albert Camus (che abbraccia l'anarchismo al posto del marxismo), precedentemente molto vicini. Per Camus l'ideologia marxista non deve prevalere sui crimini staliniani, laddove per Sartre non si devono utilizzare questi fatti come pretesto per abbandonare l'impegno rivoluzionario. Già nel 1950 infatti Sartre e Merleau-Ponty denunciano pubblicamente il sistema dei gulag.
Nel 1954, al ritorno da un viaggio in URSS, Sartre diede invece al quotidiano di sinistra Libération una serie di sei articoli che illustravano la gloria dell'URSS. Ancora nel 1955 scrisse una pièce teatrale (il Nekrassov) che fustigava la stampa anticomunista. Dopo il rapporto Chruščëv, Sartre comincerà ad avere dei dubbi sull'URSS, e affermò di trovare "inammissibile l'esistenza dei campi di concentramento sovietici, ma trovo altrettanto inammissibile l'uso giornaliero che ne fa la stampa borghese... Chruščëv ha denunciato Stalin senza fornire sufficienti spiegazioni, senza avvalersi di un'analisi storica, senza prudenza", rifiutando di condannare in toto l'esperienza sovietica, perché considerata una fase di passaggio che aveva, perlomeno, un obiettivo ideale ancora da raggiungere. In un articolo sulla tortura nella guerra d'Algeria, commentando il saggio di Henri Alleg, esprimerà però la sua netta condanna delle pratiche staliniane più deteriori, come i gulag, la persecuzione dei dissidenti e la censura, eredità scomode dello zarismo.
Sartre rifletté sul dissidio avuto con Merleau-Ponty sull'URSS:

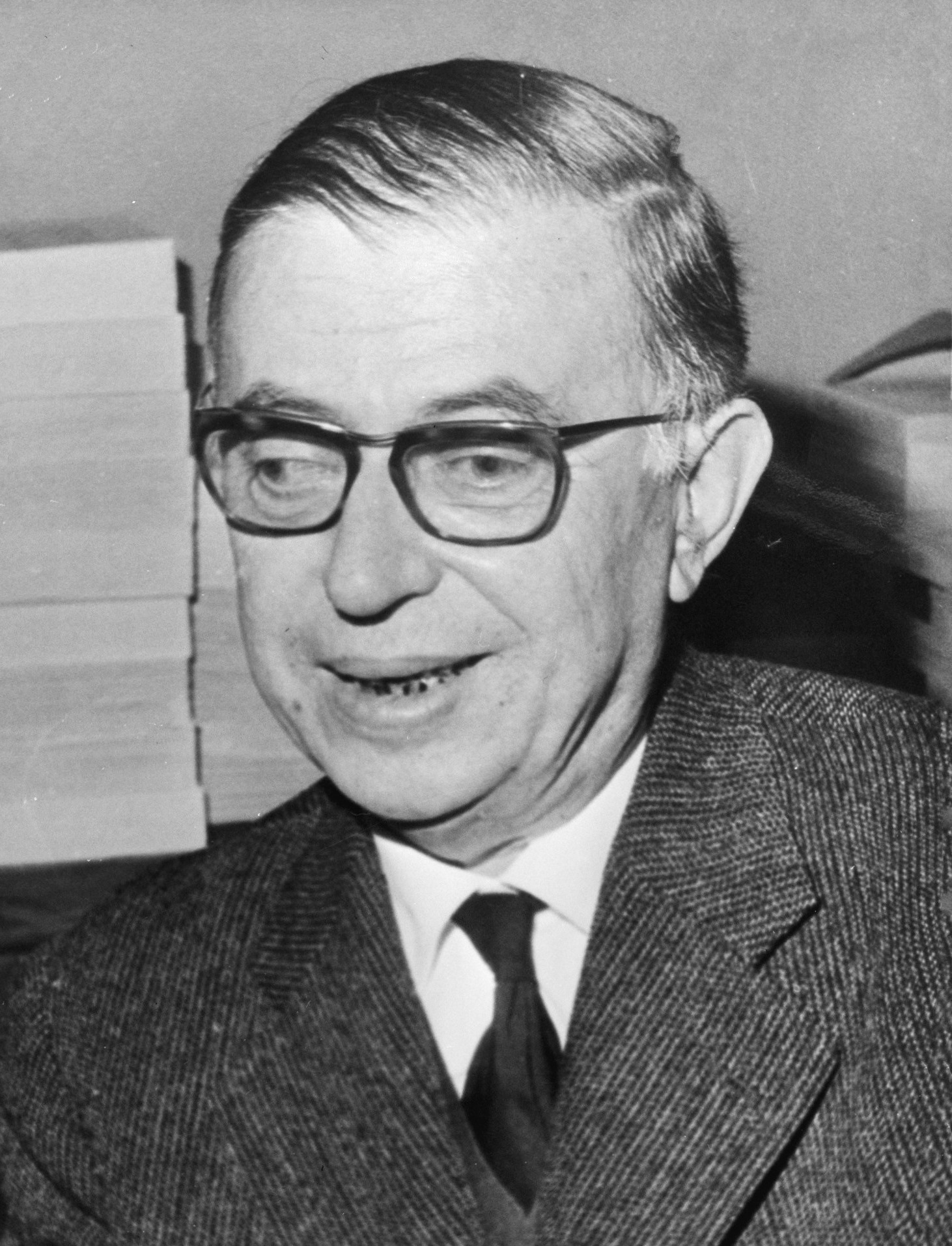
Sartre nel 1965

e sostenendo poi che vi era una differenza capitale tra i crimini sovietici e i crimini borghesi, anche se i primi parevano odiosi in un regime nato per evitare i secondi, i crimini sovietici erano colpe del momento storico, mentre i crimini borghesi si sarebbero perpetuati per sempre nel sistema capitalista, per cui i campi «“Sono le loro colonie”. Al che Merleau risponde: “Quindi le nostre colonie, mutatis mutandis, sono i nostri campi di lavoro”».
Nel saggio breve Il fantasma di Stalin. Dal rapporto Kruscev alla tragedia ungherese, che comunque segna l'inizio del distacco dai comunisti francesi, aggiunge che lo stalinismo non aveva troppo deviato dal socialismo e che
(Il fantasma di Stalin, in Il filosofo e la politica, Roma, 1964, pp. 65, 94, 98)
In futuro si allontanerà ancora di più dal socialismo reale e rinnegherà come tanti queste posizioni, spinto dagli avvenimenti contingenti. Il suo sodalizio con il PCF e il sostegno attivo all'URSS già erano terminati all'indomani degli avvenimenti dell'autunno del 1956, quando i carri sovietici soffocarono la rivoluzione ungherese. L'insurrezione fece riflettere molti comunisti sul fatto che esisteva un proletariato al di fuori dal partito comunista con istanze non solo non rappresentate o misconosciute, ma addirittura negate e avversate. Sartre, dopo aver firmato una petizione di intellettuali di sinistra e di comunisti contestatari, il 9 novembre concesse una lunga intervista al settimanale l'Express (giornale mendésista), per smarcarsi platealmente dal partito. Nel 1956 Sartre decise un cambiamento di strategia ma non cambiò le sue opinioni: socialiste, anti-borghesi, anti-americane, anti-capitaliste, e soprattutto anti-imperialiste; la lotta dell'intellettuale impegnato continuò e prese una nuova forma in seguito agli avvenimenti della guerra d'Algeria.
Nel 1968 attaccò Brežnev e supportò la primavera di Praga di Alexander Dubček, stroncata nuovamente dai sovietici. Nel 1977 Sartre presenzia a un raduno di dissidenti sovietici a Parigi.
Riguardo al progresso egli disse che:
(Citato in Parlando con Sartre di John Gerassi, p. 207)
Negli anni '50, nella Parigi degli ambienti terzomondisti, Sartre conobbe anche un giovane cambogiano di nome Saloth Sar, con cui condivideva la militanza nel Partito Comunista Francese, che diverrà poi noto alle cronache molti anni dopo con il nome di battaglia di Pol Pot, capo dei guerriglieri Khmer rossi e feroce presidente della Kampuchea Democratica dal 1975 al 1979. 

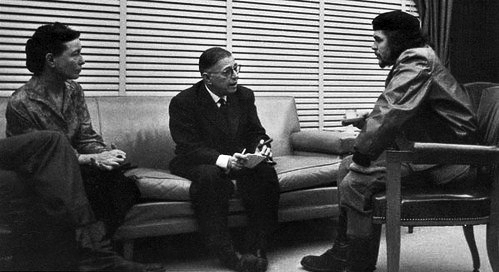
Sartre con Simone de Beauvoir e Che Guevara, a Cuba nel 1960. Di Guevara, Sartre scriverà che "non era solo un intellettuale, era l'essere umano più completo del nostro tempo". La coppia era presente durante la cerimonia in cui Alberto Korda scattò al "Che" la celebre immagine Guerrillero Heroico, e venne anch'essa fotografata.

Sartre fu accusato anche, da commentatori di area conservatrice e anticomunista, tra cui Paul Johnson, Francesco Alberoni e Vittorio Messori, di aver influenzato indirettamente l'ideologia dei suddetti Khmer Rossi, tramite l'ex allievo Pol Pot che la portò alle estreme conseguenze fondendola con un nazionalismo totalitario esasperato, con ripetute violazioni dei diritti umani come già si erano viste con Stalin e la degenerazione del comunismo sovietico, sebbene secondo la maggioranza dei commentatori l'azione del Partito Comunista di Kampuchea (finanziato e sostenuto anche dall'occidente in quanto anti-sovietico) non è ovviamente da imputare all'ideologia e alla filosofia sartriana.
Egli comunque non seppe mai nulla della dittatura e del genocidio cambogiano (peraltro poco conosciuto in Occidente prima del 1980), essendo morto quando le scarse notizie cominciarono a filtrare; fu criticato per non aver condannato pubblicamente, nel suo ultimo anno di vita (in cui si era comunque ritirato dalla vita pubblica per seri problemi di salute), Pol Pot e gli altri Khmer Rossi, cosa tra l'altro condivisa dalla maggior parte dei mass media e degli intellettuali occidentali di sinistra (tra cui Noam Chomsky), essendo l'opinione pubblica concentrata sul Vietnam e all'oscuro, tranne pochi testimoni, della realtà cambogiana vista invece benevolmente. (Solo negli anni '80 il regime di Pol Pot verrà pienamente compreso nel suo orrore e condannato universalmente.) Per aver guardato con simpatia all'Unione Sovietica di Stalin (almeno prima della destalinizzazione e della denuncia dei crimini del leader bolscevico da parte di Nikita Chruščëv), alla rivoluzione di Mao Zedong - per un lungo periodo Sartre sosterrà il maoismo, nella speranza che potesse essere un comunismo non burocratico e popolare, speranza che andrà delusa - e per l'amicizia, poi interrotta, con Fidel Castro, Sartre venne accusato di supportare le dittature, in ossequio all'ideologia. Sono questi i tempi della sua militanza tra i giovani della Gauche prolétarienne.
Sostenitore attivo della rivoluzione cubana dal 1960, amico di Che Guevara e Fidel Castro, egli ruppe poi con il Líder Máximo nel 1971 a causa del cosiddetto affaire Padilla; Sartre firmò con de Beauvoir, Alberto Moravia, Mario Vargas Llosa, Federico Fellini e altri intellettuali (con l'eccezione di Gabriel García Márquez) una lettera di critica al governo cubano, per aver arrestato e poi costretto ad una pubblica autocritica il poeta Heberto Padilla, accusato di avere scritto contro la Rivoluzione e il castrismo. Per Sartre questo atto fu un abuso di potere e un attacco alla libertà d'espressione, non una difesa dai controrivoluzionari. Egli dirà poi di Fidel Castro: "Il m'a plu, c'est assez rare, il m'a beaucoup plu" ('Mi è piaciuto, il che è piuttosto raro, mi è piaciuto molto'). Discussa è l'influenza reciproca tra la dottrina politica di Guevara e quella marxista-esistenzialista di Sartre e dei sartriani, anche se di certo entrambi ponevano l'accento sulla questione umanistica (per Marx facente parte della sovrastruttura, quindi "superflua", oppure derivata dalla struttura, ma secondaria) più che su quella economica.

#### Rivoluzione e violenza rivoluzionaria secondo Sartre
Pur stimando Mao Tse-tung e Lenin, Sartre prenderà poi le distanze dai regimi nati dalle loro rivoluzioni, e alcune critiche alla realizzazione del socialismo reale vennero da lui pronunciate; secondo il filosofo la storia procedeva verso il progresso, e gli errori non potevano fermarla. Come il capitalismo, anche il socialismo faceva gravi errori, ma secondo lui sarebbe migliorato col tempo e avrebbe portato al miglioramento della società, mentre il capitalismo avrebbe condotto il mondo al collasso: 
(da Parlando con Sartre, pp. 207 e 256)
Egli non riuscì comunque a staccarsi da una visione utopica della rivoluzione culturale, se non dopo il 1975, relegando le violenze delle Guardie Rosse in una degenerazione spontanea, non imputabile a Mao, ma previde l'involuzione burocratica denghista della Cina:
(da Parlando con Sartre, p. 258)

### Adesione all'anarco-comunismo
(Sartre sull'invasione sovietica della Cecoslovacchia nel 1968)
(Sartre sul movimento del Sessantotto)
Sartre sostenne con forza il governo socialista democratico di Salvador Allende in Cile. Egli fu in prima linea nel denunciare il golpe cileno del 1973; nel 1978 firmò con altri nomi della cultura (Paco Ibáñez, Georges Moustaki, Yves Montand, Roland Barthes e Louis Aragon) una petizione per il boicottaggio del campionato mondiale di calcio in Argentina, per protesta contro i crimini della giunta militare di Jorge Rafael Videla.
In seguito a fatti come la persecuzione degli omosessuali a Cuba, negli ultimi anni di vita Sartre si staccò dal comunismo statalista per avvicinarsi a quello anarchico (l'ideale anarchico, anche se in senso più individualistico, lo aveva attratto anche da giovane, portandolo inizialmente a criticare Lenin). Sartre non rinnega Marx, ma lo affianca ai pensatori di questa corrente, come Bakunin e Proudhon: i fallimenti del socialismo reale hanno ormai insegnato che lo Stato "popolare" è un'utopia; non rinnega le premesse ma la realizzazione politica.
Sempre a proposito dell'anarchismo, nel 1978 denunciò per diffamazione l'anarco-insurrezionalista Alfredo Maria Bonanno, per aver diffuso un falso "testamento politico di Sartre", in cui si incitava ad attaccare violentemente la società, tramite attentati e insurrezioni, idea a cui Sartre non volle essere associato. Si può dire che, come molti intellettuali del XX secolo (un percorso da sinistra analogo a quello di Noam Chomsky), sperò di poter conciliare la libertà col comunismo realizzato, ma ne fu deluso. Difatti, è principalmente nella prassi - e non nella teoria - che il pensiero dell'esistenzialismo sartriano incontra il materialismo storico, restando invece un pensiero individualista a livello speculativo, ma essendo egli un autentico "pensatore della modernità", il reale è in qualche modo razionale e deve hegelianamente essere razionalizzato.

### Altre prese di posizione

#### Opinione sulla pena di morte
Tra le altre critiche fatte a Sartre fu quella di non essersi opposto alla pena di morte per gravi reati politici nei paesi del blocco sovietico (anche se nel 1950 era stato tra gli intellettuali che avevano richiesto la grazia per la giurista dissidente cecoslovacca Milada Horáková, assieme a Einstein, Churchill, Eleanor Roosevelt e altri esistenzialisti francesi), in quanto "estrema sanzione" per elementi controrivoluzionari, da usare in casi-limite e solo per "salvare la rivoluzione" o in tempi di guerra; egli peraltro la riteneva ingiusta per i crimini comuni ed era contrario al suo uso, ma si astenne sempre da esplicite campagne abolizionistiche, al contrario di Camus, cosa che non gli fu perdonata dai detrattori, che lo accusarono di ambiguità. Sartre scrisse talvolta del tema (nelle opere A porte chiuse e Morti senza tomba è evidente la sua opposizione per motivi umanitari) ed espresse poi, riferendosi a un caso in cui fosse necessaria, facendo l'esempio specifico dei torturatori del regime di Batista, giustiziati nel 1960 dai tribunali popolari della Cuba di Castro, il proprio disagio conflittuale interno fra necessità e ideale: "Sono così contrario alla pena di morte che ciò mi crea dei problemi".

#### Medio Oriente

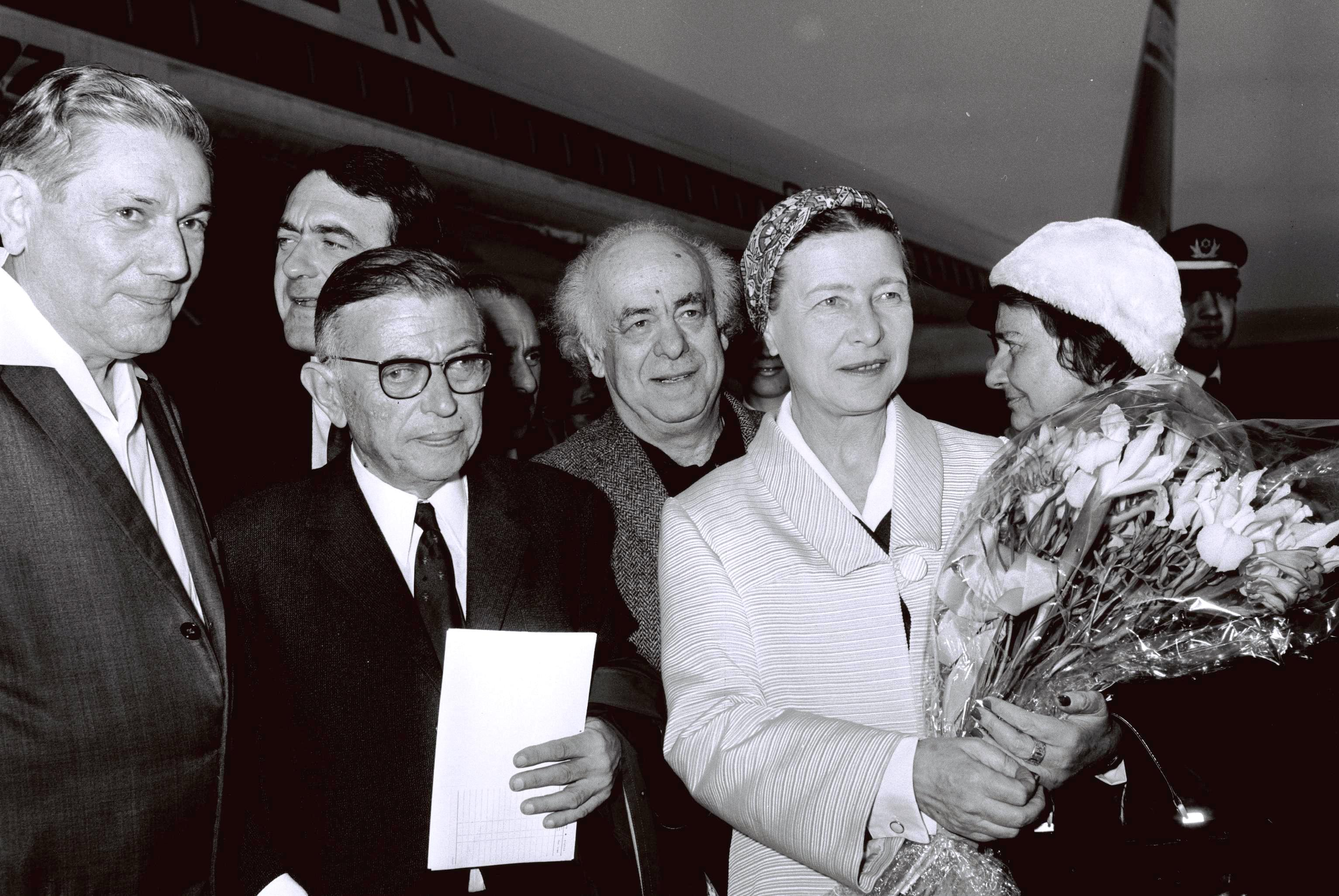
Sartre e de Beauvoir in Israele nel 1967, accolti da Avraham Shlonsky e Leah Goldberg all'aeroporto di Lod presso Tel Aviv. Pur non condividendo la politica israeliana dopo il 1977, Sartre fu sempre un attivo critico dell'antisemitismo in ogni sua forma.

Sartre e de Beauvoir si esprimeranno anche contro il fondamentalismo islamico della rivoluzione iraniana (1979), pur essendo avversi al precedente regime filoamericano dello scià contro cui sottoscrissero appelli (assieme ad Amnesty International e alla Croce Rossa), e avendo in precedenza visitato l'ayatollah Khomeini nel suo esilio a Parigi; in particolare Simone de Beauvoir organizzerà manifestazioni contro l'imposizione del chador alle donne iraniane ed entrambi sosterranno politicamente il partito comunista iraniano, il Tudeh (in esilio in occidente).
Un'altra accusa fu di aver giustificato in parte l'uso del terrorismo come ultima arma politica contro forze militari nemiche, una «terribile arma, ma i poveri oppressi non ne hanno altre», disse riferendosi al terrorismo dei palestinesi nel conflitto arabo-israeliano. Sostanzialmente Sartre cercò di porsi sempre come un mediatore tra le parti e definì positiva la costituzione dello Stato d'Israele, "che ci permette di conservare la speranza." Egli sostenne più volte infatti che la sinistra non avrebbe dovuto scegliere tra due cause entrambe morali e che spettava unicamente agli ebrei e agli arabi risolvere il loro conflitto attraverso la discussione e la negoziazione. Egli cercò di creare un dialogo, mettendo in gioco il suo nome e il suo prestigio intellettuale nella promozione di riunioni private e pubbliche tra i rappresentanti delle due parti, come il Comitato israelo-palestinese del 1970. I suoi sforzi si rilevarono tuttavia infruttuosi, soprattutto a fronte del forte aumento degli insediamenti israeliani nei territori palestinesi occupati a partire dal 1977 e l'inasprirsi di conseguenza del conflitto.

#### Moralità sessuale e legge
Sartre fu accusato di sostenere e voler diffondere un'etica libertina e scandalosa. La vita e il pensiero radicale si fusero insieme: non visse mai stabilmente con Simone de Beauvoir (anche se avrebbe voluto sposarla, a un certo punto) e avranno relazioni contemporanee e perfino dei ménage à trois (cosa che farà nascere il mito sessantottino e rivoluzionario della coppia aperta Sartre-de Beauvoir) tra Jean-Paul, Simone e occasionali amanti di sesso femminile di de Beauvoir, dichiaratamente bisessuale. «Il nostro è un amore necessario, ci conviene conoscere anche degli amori contingenti», affermava sulla relazione con la scrittrice. La difese strenuamente anche quando venne interdetta dall'insegnamento per una relazione lesbica con una studentessa ancora minorenne di 17 anni, Nathalie Sorokin, nel 1940. La relazione risaliva al 1939, quando la de Beauvoir aveva circa 30 anni. I genitori della Sorokin denunciarono la scrittrice, che non subì processi penali in quanto l'età del consenso in Francia era (ed è) di quindici anni, ma in quanto insegnante subì un procedimento disciplinare che si concluse con l'espulsione e l'inibizione dall'attività. Simone de Beauvoir parla, invece, nelle sue memorie, di un rapporto di semplice amicizia con Nathalie Sorokin. Afferma anche che l'accusa di corruzione di minore è falsa, una vendetta della madre di Nathalie in seguito al rifiuto da parte della scrittrice di usare la sua influenza sulla figlia per farle accettare un "matrimonio vantaggioso". Poco prima era già stata sospesa in seguito alla sua relazione con Bianca Lamblin (Bienenfeld), una sua allieva sedicenne, figlia di un ebreo polacco rifugiatosi in Francia con le due figlie e la moglie gravemente ammalata, relazione in cui fu coinvolto anche Sartre. Bianca affermò che Simone de Beauvoir e Sartre abusarono di lei all'età di sedici anni in un ménage à trois, nelle sue Memorie di una ragazza disturbata (Mémoires d'une jeune fille dérangée) nel 1993, in risposta alla pubblicazione nel 1990 delle Lettere al Castoro e ad altre amiche. 1926-1963 (Lettres au Castor et à quelques autres) di Jean-Paul Sartre, in cui aveva notato di essere indicata con lo pseudonimo di Louise Védrine. Nelle Memorie scrive: «Ho scoperto che Simone de Beauvoir prelevava dalle sue classi di giovani ragazze della "carne fresca" che lei "assaggiava" prima di passarla, o dovremmo dire ancora più crudamente, "scaricarla" a Sartre».
In certi momenti della sua vita, Sartre si descrisse - affermò, criticamente, di essere così verso la fine della sua vita - come eccessivamente attratto dal sesso.
Nel 1947 Jean Kanapa, firma del giornale del Partito comunista francese (con cui più tardi il filosofo tenterà la conciliazione), l'Humanité, attaccò Sartre in un saggio intitolato L'esistenzialismo non è un umanesimo, in cui si afferma che "il significato sociale dell'esistenzialismo è la necessità attuale per la classe sfruttatrice di addormentare i suoi avversari" e che Jean-Paul Sartre era un "pederasta che corrompe la gioventù". Anche nelle pubblicazioni del Partito Comunista Italiano, Sartre venne contestato (salvo poi far marcia indietro nel decennio seguente) nei primi anni '50, accusato di essere un "degenerato" e di "compiacersi della pederastia e dell'onanismo".
In un articolo redazionale pubblicato sul n. 12 della rivista Tout,, di cui risultava essere il direttore responsabile, Sartre scrisse, nel 1969: «Quanto alla famiglia, scomparirà (...) soltanto quando avremo cominciato a sbarazzarci del tabù dell'incesto (tra genitori e figli, tra fratelli e sorelle); la libertà deve essere pagata a questo prezzo».
Fra il 1977 e il 1979 invece, all'epoca in cui nel Parlamento francese era in discussione la riforma del Codice penale, numerosi intellettuali francesi si schierarono a favore dell'abolizione della legge sull'età del consenso; nel 1977, molti filosofi e pensatori tra i quali lo stesso Jean-Paul Sartre, Simone de Beauvoir, Michel Foucault, Jacques Derrida, Françoise Dolto, Louis Althusser, Serge Quadruppani, André Glucksmann, Louis Aragon, Gilles Deleuze, Philippe Sollers e Roland Barthes, sottoscrissero alcune petizioni indirizzate al Parlamento, chiedendo l'abrogazione di numerosi articoli di legge e la depenalizzazione di qualsiasi rapporto consenziente tra adulti e minori di quindici anni (l'età del consenso in Francia) se il minore era considerato capace di dare consenso, nelle cosiddette Pétitions françaises contre la majorité sexuelle, promosse tra gli altri dallo scrittore Gabriel Matzneff.
Queste accuse di immoralità rivolte a Sartre tornano periodicamente, anche dopo la morte del filosofo.

### L'uomo esistenzialista

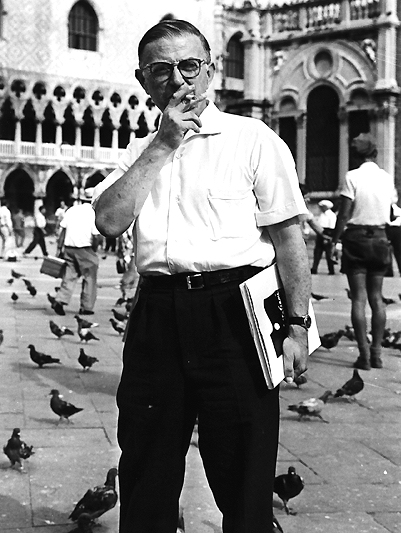
Sartre fotografato in Piazza San Marco a Venezia nel 1951

Nell'esistenzialismo di Sartre si realizza lo stesso paradosso di Heidegger e Jaspers: la trasformazione del concetto di possibilità in impossibilità. Secondo Sartre l'uomo è definito come "l'essere che progetta di essere Dio" (in "L'essere e il nulla"), ma questa attività si risolve in uno scacco: ciò che per Heidegger e Jaspers è nullificato dalla realtà fattuale, in Sartre è nullificato dalla molteplicità delle scelte e dall'impossibilità di discriminarne la fondatezza e validità.
Tra i cardini filosofici di questo esistenzialismo vi sono vari concetti:
- Se mi è dato scegliere, il fatto di non poter discernere si traduce in una non scelta, esemplificato dalla frase Ein Mal ist kein Mal (una volta è nessuna volta).
- Contingenza dell'essere: il mondo è «assurdo», senza ragione. È «di troppo». Esiste semplicemente, senza «fondamento». Le cose e gli Uomini esistono di fatto, e non di diritto. (concetto espresso anche ne La nausea.)
- L'Uomo è definito dalla coscienza (il "per sé" che si oppone all'"in sé"). Ovvero ogni coscienza è coscienza di qualcosa (idea d'intenzionalità ripresa da Husserl). L'Uomo è dunque fondamentalmente aperto sul mondo, «incompleto», «girato verso», esistente (proiettato fuori di sé): c'è in lui un niente, un «foro nell'essere» suscettibile di ricevere gli oggetti del mondo.
- La coscienza è ciò che non coincide mai con sé stessi, ciò che è potenza di "nullificazione" (cioè di negazione, cioè d'azione) grazie all'immaginazione (che può pensare ciò che non è). La coscienza rende dunque il progetto possibile.
- L'Uomo è assolutamente libero: egli non è nient'altro che ciò che egli fa della sua vita, egli è un progetto. L'esistenza precede l'essenza (contro Hegel: non c'è essenza predeterminata, l'essenza è liberamente scelta dall'esistente).

L'impegno non è una maniera di rendersi indispensabile e non importa chi è l'impegnato; esso è intercambiabile, quindi:
- «L'Uomo è condannato a essere libero», e qualunque cosa faccia lo rimane: non impegnarsi è ancora una forma d'impegno, poiché se ne è responsabili. Inoltre, Dio non esiste (e in ogni caso "se esistesse ciò non cambierebbe nulla"), per cui l'uomo è unica fonte di valore e di moralità; è condannato a inventare la propria morale.
- Rifiuto del concetto freudiano d'inconscio, sostituito con la nozione di «malafede» (non nell'accezione comune, vedi sotto): l'inconscio non saprebbe diminuire l'assoluta libertà dell'Uomo. Il criterio della morale non si trova dunque al livello delle "massime" kantiane ma degli "atti". La «malafede», sul piano pratico, consiste nel dire: "quel che conta è l'intenzione". Come termine filosofico, Sartre ha utilizzato "malafede" (mauvaise foi in francese) anche per definire i "concetti di malafede", che sono quelle affermazioni che in una posizione esistenzialista devono essere credute, contemporaneamente, sia vere sia false. Chi abbraccia uno di questi concetti non sta ingannando altre persone, e nemmeno si può dire che commetta un errore logico; ma sta, in un certo senso, ingannando sé stesso. Il termine "malafede" è dunque utilizzato in un senso lontano dal suo significato comune.
- Intersoggettività: il soggetto tende a fare degli altri un oggetto e a percepirsi come l'oggetto d'altri (esempio particolare del "gesto sporco" sorpreso mentre fatto di nascosto).

L'uomo non vive se non in relazione all'altro (pur essendo presenti a volte, in Sartre, un certo elitarismo e misantropia), e l'"IO" sartriano non è più soggettivo ma oggettivo, in quanto è riferito a ogni uomo in chiave universale e, in sintesi, siamo come una stanza con una finestra che si affaccia sul mondo esterno, e sta a noi, e solo a noi, decidere di aprirla.
L'esistenzialismo, quindi, a detta dello stesso Sartre, vuole essere una filosofia della responsabilità: l'uomo non ha scusanti di fronte alla scelta, la sua caratteristica è il libero arbitrio. Nessuno insomma può giustificarsi, e invocare la necessità di una determinata posizione, magari mascherandosi dietro a varie forme di determinismi (la volontà di Dio, oppure le leggi storiche/sociali), semplicemente perché anche la non scelta è una scelta, talvolta più conveniente ma sempre una scelta deliberata. Il sentimento dell'angoscia, quindi, è intimamente connesso alla possibilità dell'uomo che ha di scegliere, che si pone davanti alle diverse possibilità; alla libertà dell'uomo. La libertà è intimamente connessa col nulla, e l'uomo nella sua esistenza convive con il non essere. Questo, come chiarisce Sartre in più punti, non porta a una concezione pessimista, ma è una filosofia non consolatoria e della responsabilità, perché sottolineando l'essere prima dell'essenza, invita l'uomo a "crearsi una propria morale", a scegliere autenticamente, e nel momento in cui opera questa scelta a livello personale, in realtà sta scegliendo per l'umanità. L'uomo è ciò che sceglie, nel senso che non vi è un concetto, un'essenza predefinita dell'uomo prima della sua scelta, ma è esattamente quello che sceglie di diventare.

Il pensiero (già azione in sé) deve essere seguito dall'azione pratica, non conta la potenza ma solo l'atto, respingendo quindi il quietismo, qui inteso come pessimismo rinunciatario (Sartre non intende difatti il quietismo in senso teologico, ma in questo senso particolare): 
(da L'esistenzialismo è un umanismo)

### L'ultimo Sartre: speranza, fratellanza e "assenza di Dio"
Controverso è il rapporto di Sartre con la religione: Sartre è ateo, ma è ateo perché il "Dio di Sartre" è un "Dio assente", che l'uomo è costretto a sostituire, non avendo la minima possibilità di un'alternativa della fede, che causerebbe l'abbandono della ragione:
(Quaderni per una morale, usciti postumi nel 1983, p. 40)

Nel 1980, pochi mesi prima di morire, Sartre fu intervistato dal segretario Pierre Victor, noto anche con il suo vero nome, Benny Lévy. Il contenuto delle interviste, incentrato sui temi della speranza, della libertà e del potere, pubblicato da Le Nouvel Observateur, sconcertò i lettori, abituati al suo esistenzialismo ateo, ma il filosofo confermò l'autenticità dei testi (tuttavia resi pubblici solo dopo la morte nella loro interezza), nei quali si legge tra l'altro, una sorta di conversione "deista", ma anche un appoggio al giudaismo, che era più che altro un'idea di Lévy, che era ebreo di famiglia, a differenza di Sartre, nato da una famiglia cattolica e protestante e di cui non risultano conversioni all'ebraismo, al punto da far nascere il sospetto di una manipolazione o un travisamento delle parole di Sartre da parte del convertito Lévy; Sartre si interessò comunque sempre di ebraismo, specie riguardo alla questione dell'antisemitismo, apprezzando profondamente il ruolo degli ebrei laici e approfondendo il rapporto tra il messianismo e l'idea di rivoluzione permanente in Steven Schwarzschild (rabbino e filosofo tedesco-americano, esponente della teologia dell'Olocausto, del socialismo ebraico pacifista, del noachismo, nonché critico del sionismo). Sartre affermò tra l'altro, sulla sua idea personale del "problema di Dio" (sempre riferito all'ossessione dell'uomo come "Dio fallito" e all'assenza e silenzio del Dio della tradizione dall'orizzonte umano moderno e della sua esperienza): 
(Sartre nel 1980)

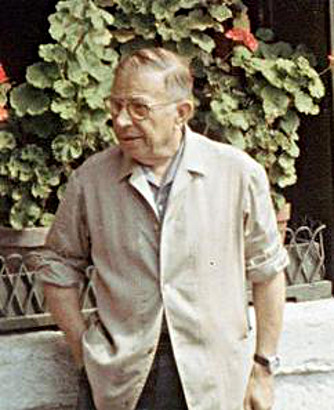
Sartre a Venezia nel 1976

Questa citazione fu vista come una professione di fede, anche se probabilmente era solo una constatazione dello stato d'animo umano, degli uomini educati alla religione, ma che cadono nel nichilismo una volta constatata la vanità di essa e la mancanza attuale di nuovi valori, legato al pensiero giovanile dell'ateismo scomodo e sofferto, che impediscono di leggere ciò come una "conversione religiosa":
(L'esistenzialismo è un umanismo, p. 40)
D'altronde emergono alcune incongruenze, che fanno pensare a una strumentalizzazione e una forzatura in senso teistico da parte del segretario del filosofo:
 Le interviste a Levy furono confermate dallo stesso Sartre.

Per alcuni studiosi di Sartre è un enigma che deve ancora essere spiegato in modo soddisfacente, anche se una certa tensione verso l'Assoluto e verso argomenti religiosi, in senso lato e in maniera sentimentale, e non razionale se non di trasformazione della Weltanschauung cristiana della sua formazione cattolico-protestante in una visione laica esistenzialista, è reperibile in buona parte della sua opera, e l'esempio più noto è Bariona o il figlio del tuono (1940), opera scritta durante la prigionia, e prima che abbandonasse completamente la fede religiosa; riprendendo Feuerbach e Nietzsche, afferma poi che "Dio esisteva in quanto creazione umana", ergo non esisteva realmente ma era utile a livello pratico in certi momenti umani; dirà in seguito: 
(Sartre nel 1972)
I critici osservano inoltre un'analogia con le altre storie di presunte conversioni, spesso falsificate, come ad esempio Voltaire, Camus, Gramsci, Leopardi e altri. L'avvocato e militante femminista Gisèle Halimi, amica del filosofo dal 1957, è tornata nel 2005 sulle osservazioni pubblicate da Lévy affermando: "Questa intervista è incontestabilmente un falso [...] Sartre non era più in possesso delle sue piene facoltà mentali", riferendosi alla perentorietà della frase contestata, completamente negata, e alla documentata perdita di lucidità che afflisse Sartre nell'ultimo mese di vita.
Nella sua opera la fede è vista come una passione, non una costruzione razionale; ma questa passione non è gratuita, in quanto si paga con l'angoscia, lo "scacco", il silenzio e il vuoto, con l'"assenza di Dio", proclamata da Nietzsche e ribadita nel 1974 da Sartre, in un'intervista con Simone de Beauvoir. Essa è dannosa, poiché, per inseguirla, il soggetto rinuncia alla propria capacità essenziale, cioè la costruzione della morale e l'impegno nella storia. Nonostante questo, l'uomo non può fare a meno di assumere per sé il punto di vista di Dio, di pensare “come se Dio esistesse”, perché la natura del Dio creduto è la stessa natura dell'uomo, specificata dalla contingenza e dalla penuria del progetto fallito. Il problema di Sartre non è tanto escatologico, soteriologico e trascendente (problemi che lo occupano poco, agnosticamente), ma immanente: Sartre vuole una morale da seguire, un ideale umano sostitutivo, che prenda il posto del Dio caduto e inaccettabile, in un mondo ormai ateo poiché materialista (e non potrebbe essere altrimenti).

#### La nuova visione della violenza
In alcuni di questi interventi, sembrò rinnegare completamente la validità pratica del marxismo-leninismo (come aveva già fatto qualche anno prima, avvicinandosi all'anarco-comunismo e a un marxismo più libertario, ma in maniera ora più netta), rigettando anche parte del pensiero esistenzialista, suo e della de Beauvoir, oltre a criticare l'uso politico della violenza, prima considerata lecita in casi estremi e particolari, dove fosse l'unica opzione rimasta; ribadì inoltre la sfiducia nella "democrazia borghese", dove il voto viene trasformato in un semplice «rito di massa», in cui vede dei limiti insormontabili.
Sartre fa inoltre una certa autocritica, oltre che sui temi della violenza rivoluzionaria, giudica anche, come opinabile, la sua adesione al maoismo come forma di critica allo stalinismo, ribadendo la sua scelta anarchica di fondo e chiarendo che la simpatia per la Cina era dovuta ad alcuni aspetti "popolari" della grande rivoluzione culturale (che non vide mai di persona), che già dal 1973 aveva cominciato a sconfessare, quando l'egualitarismo si rivela demagogia e mancanza di libertà.
Egli si dirà anche, negli anni '70, affascinato dall'azione del leader nonviolento radicale italiano Marco Pannella, appartenente all'area della sinistra liberale e anti-sovietico dichiarato.
In questa fase, sostiene inoltre che la vita umana si risolve sempre in un fallimento ma che questo non l'ha mai portato alla disperazione, ribadendo che la sua filosofia nasce da un bisogno derivante dalle sue radici filosofiche, Hegel e il cristianesimo senza più fede. Alla fine, Sartre lancia un appello all'umanità perché ritrovi la fratellanza, come in un'unica famiglia, superando la lotta di classe e lo scontro
(Conversazione Sartre-Lévy, da Le Nouvel Observateur, marzo 1980)

Ronald Aronson ha commentato che le interviste non vanno estrapolate da un certo contesto e non sono attribuibili a tardive conversioni o discorsi di una mente danneggiata dalla malattia (anche se potrebbe aver influito la depressione per l'impossibilità a scrivere di suo pugno, nonché le delusioni politiche subite dalle grandi idee in cui aveva riposto la sua fiducia, ma al contrario rappresentano un'evoluzione del classico pensiero sartriano, da sempre in "divenire", a modo suo coerente, che cerca sempre di evitare di fallire, dramma supremo per l'essere umano:
John Gerassi sostiene che Sartre sapeva quello che diceva e che il suo obiettivo era quello di "creare uno scandalo", considerando che invece le conversazioni registrate con Simone de Beauvoir nello stesso periodo erano di altro tono.

## Critiche al pensiero intellettuale di Sartre
È stato spesso rimproverato a Sartre un certo intellettualismo, poco conciliabile con le sue convinzioni socio-politiche, marxiste e favorevoli alla cultura di massa. Il suo principale saggio filosofico, L'essere e il nulla, appare talvolta giocato su una teorizzazione della coscienza che ricorda troppo da vicino la metafisica colta che vorrebbe combattere.
Oltre alle critiche alla visione politica comunista e marxista, ha ricevuto quelle degli esistenzialisti disimpegnati, come Eugène Ionesco ed Emil Cioran (il quale sedeva spesso vicino a Sartre al Café de Flore senza mai rivolgergli parola); quest'ultimo, nel Sommario di decomposizione ne traccia un caustico e anonimo ritratto: «impresario di idee», «pensatore senza destino», nel quale «tutto è notevole, salvo l'autenticità», «infinitamente vacuo e meravigliosamente ampio», ma proprio per questo capace, con un'opera che "degrada il nulla" come una merce, di soddisfare «il nichilismo da boulevard e l'amarezza degli sfaccendati».
Tra le critiche meramente filosofiche vi è quella dell'altro grande teorico dell'esistenzialismo, Martin Heidegger, che lo accusa di soffermarsi su tematiche meramente "esistentive", anziché rivolgersi a una visuale davvero esistenziale, che si occupi cioè del rapporto dell'ente (cioè l'Essenza) con l'Essere. Con la sua opera Essere e tempo il pensatore tedesco, spesso accusato di essersi compromesso col nazismo, afferma invece di avere tracciato i veri punti di riferimento del movimento. Per Heidegger l'Essere e l'Essenza sono due cose diverse, ed entrambe precedono gerarchicamente l'Esistenza.
Heidegger risponde a Sartre sul ruolo dell'intellettuale e criticando l'umanesimo: «Il pensiero non è solo l'engagement dans l'action per e mediante l'ente, nel senso del reale della situazione presente. Il pensiero è l'engagement per e attraverso la verità dell'essere [...] quel che conta è l'essere, non l'uomo».
L'essere e il nulla venne attaccato anche dai marxisti non esistenzialisti e dai cattolici. I cattolici vi scorsero una filosofia atea e materialistica, mentre i marxisti lo accusarono di idealismo, individualismo e pessimismo. Nel saggio L'esistenzialismo è un umanismo, Sartre si difese rifiutando queste interpretazioni,  (soprattutto sostenute dal marxista Naville) affermando di aver proposto una filosofia dell'uomo libero, con rapporti e responsabilità verso gli altri esseri umani.
Sartre è stato attaccato anche da Louis-Ferdinand Céline nel pamphlet À l'agité du bocal, risposta al testo di Sartre Ritratto dell'antisemita, in cui il pensatore attaccava l'antisemitismo e criticava lo scrittore del Viaggio al termine della notte (libro che Sartre aveva grandemente ammirato alla sua uscita nel 1932) di essere finito a scrivere pamphlets antisemiti per ragioni economiche.

## Sartre nella cultura di massa

### Televisione
- Sartre è spesso citato dal personaggio di Gil Grissom (e da altri personaggi), criminologo della serie televisiva americana CSI - Scena del crimine, ad esempio nell'episodio Undici giurati arrabbiati.
- Sartre è citato nel primo episodio della terza stagione del Circo volante dei Monty Phyton.
- Il film TV francese Les Amants du Flore di Ilan Duran Cohen (2006) racconta la relazione di Sartre (interpretato da Lorànt Deutsch) e Simone de Beauvoir.
- Sartre, l'âge des passions di Claude Goretta (2006) con Denis Podalydès
- Viene citato in un dialogo dell'episodio Il Film Festival di Springfield della sesta stagione della serie animata  I Simpson, quando il personaggio di Jay Sherman dice: «Così ho detto a Woody Allen, "Si, Camus è bravo, ma Sartre è più intelligente!"» (In originale un gioco di parole: So then I said to Woody Allen, "Well, Camus can-do, but Sartre is smartre!"); appare inoltre, in forma "simpsoniana", sul retro della copertina del libro I Simpson e la filosofia, insieme ad altri filosofi famosi.

### Arte
- Sartre è raffigurato, tra le varie figure del comunismo, nel quadro I funerali di Togliatti di Renato Guttuso, nella parte sinistra del quadro, tra l'autore stesso, Elio Vittorini e Angela Davis.[118] Sartre in effetti partecipò al funerale del leader comunista italiano nel 1964, di cui il dipinto raffigura una rappresentazione allegorica.

### Teatro
- Madah-Sartre di Alek Baylee Toumi (2007); tratta di un immaginario rapimento di Sartre e de Beauvoir da parte di islamisti nel 1993, che cercano di convincerli ad aderire alla loro causa.

### Musica
- Viene citato nella canzone Bologna di Francesco Guccini, dall'album Metropolis (1981): «Bologna per me provinciale Parigi in minore: / mercati all'aperto, bistrots, della "rive gauche" un odore / con Sartre che pontificava, Baudelaire fra l'assenzio cantava...»
- The Crabs, Jean-Paul Sartre (1996) dall'album Brainwashed
- Alberto Piromallo, Canzone sulla morte di Sartre (2012)
- Viene citato nel video ufficiale di Harakiri, canzone scritta da Serj Tankian
- Viene menzionato anche nel ritornello della canzone del 1998 di Shakira, No creo.

#### Canzoni su testo di Sartre
- Rue des Blancs-Manteaux (1950) testo tratto da A porte chiuse e adattato per Juliette Gréco, su musica di Joseph Kosma
- Viene citata la frase "quando i ricchi si fanno la guerra sono i poveri a morire" nella canzone Hands held high dei Linkin Park nell'album Minutes to Midnight.

### Cinema
- Sartre è direttamente citato nel film La vita di Adele, tratto dalla graphic novel Il blu è un colore caldo, poiché la coprotagonista Emma dice ad Adele, al loro primo incontro, che si ritrova molto in questa figura, citando alcune sue opere, come Le mani sporche o L'esistenzialismo è un umanismo (con il famoso aforisma "L'esistenza precede l'essenza").
- Nel film Irrational Man di Woody Allen, il professore protagonista tiene una lezione sull'esistenzialismo e la libertà in Sartre, citando la frase "l'enfer c'est les autres".
- Il film Waking Life contiene alcune scene nelle quali il professore di filosofia spiega brevemente al protagonista il senso di responsabilità in Sartre.

### Altro
- L'attrice pornografica statunitense Charlotte Sartre ha adottato il suo pseudonimo come omaggio al filosofo esistenzialista.[119]

#### Sceneggiature di Sartre o su suo soggetto
- Risorgere per amare (Les jeux sont faits, 1947) di Jean Delannoy, sceneggiatore, dall'omonima opera
- La vie commence demain (1949) di Nicole Védrès, sceneggiatore
- Le mani sporche (1951) di Fernand Rivers, soggetto tratto dall'omonima pièce
- La mondana rispettosa (1952) di Marcello Pagliero, tratto dalla pièce La puttana rispettosa di Sartre
- Gli orgogliosi (1953) di Yves Allégret, co-sceneggiatore
- A porte chiuse (1954) di Jacqueline Audry, soggetto dall'omonima opera
- Le vergini di Salem (1955) di Raymond Rouleau, sceneggiatura di Sartre su soggetto di Arthur Miller
- Kean - Genio e sregolatezza (1956) di Vittorio Gassman, dall'opera teatrale di Dumas e dal rifacimento omonimo di Sartre
- No exit (1962) di Pedro Escudero
- Freud, passioni segrete (1962) di John Huston, co-sceneggiatore, in collaborazione con il regista
- I sequestrati di Altona (1962) di Vittorio De Sica, soggetto dall'omonima opera.
- Le mur (1967) di Serge Roullet, tratto dall'omonimo racconto
- Le mani sporche (1978) di Elio Petri, sceneggiato televisivo italiano direttamente tratto dal dramma Le mani sporche, con Marcello Mastroianni interprete del personaggio di Hoederer

#### Documentari
Sartre comparve come attore nei panni di sé stesso in tre opere:
- L'uomo Sartre (1963) di Leonardo Autera e Gregorio Lo Cascio, cortometraggio
- Sartre per lui même (1976) di Alexandre Astruc e Michel Contat
- Simone de Beauvoir (1979) di Josée Dayan.

## Opere
Romanzi e racconti
- La nausea (La Nausée), 1938
- Il muro (Le Mur), 1939
- L'età della ragione (L'âge de raison), 1945
- Il rinvio (Le Sursis), 1945
- La morte nell'anima (La Mort dans l'ame), 1949
- Œuvres romanesques (1981)

Teatro
- Bariona o il figlio del tuono (Bariona ou le Fils du tonnerre), 1940[120]
- Le mosche (Les Mouches), 1943
- A porte chiuse (Huis clos), 1944
- La puttana rispettosa o La sgualdrina timorata  (La Putain respecteuse), 1946
- Morti senza tomba (Morts sans sépulture), 1946
- Le mani sporche (Les Mains sales), 1948
- Il diavolo e il buon Dio (Le Diable et le bon Dieu), 1951
- Kean, 1954
- Nekrassov, 1955
- I sequestrati di Altona (Les Séquestrés d'Altona), 1959
- Le Troiane (Les Troyennes), 1965
- L'Engrenage, 1969

Autobiografia, corrispondenza
- Le parole (Les Mots), 1964
- Taccuini della strana guerra (Carnets de la drôle de guerre), 1983-1995
- Lettere al Castoro e ad altre amiche (Lettres au Castor et à quelques autres), 1983

Saggi
- Situazioni I (1947)
- Situazioni II (1948)
- Situazioni III (1949)
- Situazioni IV (1964)
- Situazioni V (1964)
- Situazioni VI (1964)
- Situazioni VII (1965)
- Situazioni VIII (1972)
- Situazioni IX (1972)
- Situazioni X (1976)

Saggi politici
- Riflessioni sulla questione ebraica (Réflexions sur la question juive), 1946
- Interviste sulla politica (Entretiens sur la politique), 1949
- L'Affare Henri Martin (L'Affaire Henri Martin), 1953
- Il fantasma di Stalin, 1953
- Prefazione a La tortura (La Question) di Henri Alleg, 1958
- Prefazione a I dannati della terra (Les Damnés de la Terre) di Frantz Fanon, 1961
- Il mio amico Togliatti, 1964
- Abbiamo ragione a rivoltarci (On a raison de se révolter), 1974, con Benny Lévy
- La speranza di oggi: Conversazioni con Sartre. Telos 44, New York: Telos Press, 1980 con Benny Lévy
- Parlando con Sartre, 2011, con John Gerassi (raccolta di interviste)

Critica letteraria
- La repubblica del silenzio (La république du Silence), 1944
- Baudelaire, 1946
- Che cos'è la letteratura? (Qu'est-ce que la littérature ?), 1948
- San Genet, commediante e martire (Saint Genet, comédien et martyr), 1952
- L'Idiota della famiglia (L'Idiot de la famille), 1971-1972 su Flaubert
- Un teatro di situazioni (Un théâtre de situations), 1973
- Critiche letterarie (Critiques littéraires)
- Mallarmé, la lucidità e il suo volto d'ombra (Mallarmé, la lucidité et sa face d'ombre), 1986

Filosofia
- L'Immaginazione (L'imagination), 1936
- La trascendenza dell'Ego (La Transcendance de l'Ego), 1937
- Idee per una teoria delle emozioni (Esquisse d'une théorie des émotions), 1938
- L'immaginario (L'imaginaire), 1940
- L'essere e il nulla (L'Être et le Néant), "saggio di ontologia fenomenologica" 1943
- L'esistenzialismo è un umanismo (L'existentialisme est un humanisme), 1945
- Materialismo e rivoluzione, (Materialisme et Révolution), 1947
- Coscienza e conoscenza di sé (Conscience et connaissance de soi), 1947
- Questioni di metodo, 1957
- Critica della ragione dialettica I: Teoria degli insiemi pratici preceduto da Questione di metodo (Critique de la raison dialectique), 1960
- Quaderni per una morale (Cahiers pour une morale), 1983
- Critica della ragione dialettica II: L'intelligibilità della storia (Critique de la raison dialectique), 1985
- Verità e esistenza (Vérité et existence), 1989

Sceneggiature
- Les jeux sont faits, 1947
- L'ingranaggio (L'Engrenage), 1948
- Freud. Una sceneggiatura (Le Scénario Freud), 1984
- Typhus 1943 (scritto durante l'occupazione e edito nel 2007 da Gallimard)

### Esplicative
1. ↑  "Esistente a causa di sé stesso", ovvero "che è causa di sé". Tradizionalmente, un essere che non deve la propria esistenza ad altro essere, per cui Dio o un essere supremo. Cfr. il concetto di primum mobile.
2. ↑  Affermò che gli omosessuali erano a Cuba come gli ebrei nel Terzo Reich, in Live recording in Conducta Impropria by Nestor Almendros, 1983
3. ↑  Riguardo al massacro di Monaco (dove alcuni palestinesi di Settembre Nero sequestrarono un gruppo di atleti israeliani ai giochi olimpici di Monaco 1972, con lo scopo di attuare uno scambio con alcuni militanti palestinesi dell'OLP prigionieri, ma terminato in una strage dopo l'intervento delle forze speciali della polizia tedesca, e seguito da una rappresaglia del Mossad), pur rammaricandosi della strage, sostenne che l'attacco in sé era giustificato per varie ragioni, e il terrorismo, anche uccidere i nemici, era un'«arma terribile, ma i poveri oppressi non ne hanno altre. (...) È perfettamente scandaloso che l'attacco di Monaco debba essere giudicato dalla stampa francese e da una parte dell'opinione pubblica come uno scandalo intollerabile.» (citato in Il secolo di Sartre di Bernard-Henri Lévy, p. 343). Tra le ragioni, Sartre ne espone alcune: «I palestinesi non hanno altra scelta, a causa della mancanza di armi e sostenitori, si sono volti al terrorismo... L'atto terroristico commesso a Monaco, ho detto una volta, è stato giustificato su due livelli: in primo luogo, perché gli atleti israeliani ai Giochi Olimpici erano soldati, e in secondo luogo, perché l'azione venne attuata per ottenere uno scambio di prigionieri».

### Bibliografiche
1. ↑  La volta che Sartre rifiutò il Nobel"
2. ↑   Voce «Esistenzialismo», su treccani.it. URL consultato il 6 gennaio 2014., in Dizionario di filosofia Treccani
3. 1 2 3 4 5 6 7 8 9 10 11 12 13 14 15 16 17 18 19 20 21 22 23 24 25 26 27 28 29 30 31 32 33 34 35 36 37 38 39 40 41   Jean-Paul Sartre - Histoire du Monde, su histoiredumonde.net. URL consultato il 6 gennaio 2014.
4. ↑   Sartre-De Beauvoir le relazioni pericolose, su www1.lastampa.it. URL consultato il 6 gennaio 2014 (archiviato dall'url originale il 14 agosto 2014).
5. ↑  Lévy.
6. ↑   Maria Grazia Gregori, Sartre dimenticato. A teatro, su cerca.unita.it. URL consultato il 6 gennaio 2014 (archiviato dall'url originale il 13 dicembre 2014).
7. ↑   Autistic philosophers, su andyross.net. URL consultato il 6 gennaio 2014.
8. ↑   Autism, autistic empathy and Jean-Paul Sartre, su blog.donnawilliams.net. URL consultato il 6 gennaio 2014.
9. ↑   Andy Martin, Beyond Understanding, su opinionator.blogs.nytimes.com. URL consultato il 6 gennaio 2014.
10. ↑  Viktoria Lyons, Michael Fitzgerald, Asperger Syndrome: A Gift Or a Curse?, Nova Publishers, 2005, p. 246
11. ↑  Katherine J. Morris, Sartre, Blackwell, 2008, p. 142, 177
12. ↑  Michael Fitzgerald, Autism and Creativity: Is There a Link between Autism in Men and Exceptional Ability?, Routledge, 2004, p. 18
13. 1 2   Quando Sartre guarda le foglie, su ricerca.repubblica.it. URL consultato il 6 gennaio 2014.
14. 1 2 3 4   Review of The Late Interviews of Jean-Paul Sartre, su politicsandculture.org. URL consultato il 6 gennaio 2014 (archiviato dall'url originale il 4 dicembre 2014).
15. ↑   Jean-Paul Sartre. Quelle pagine del Castoro che fiancheggiano il male, su sens-public.org. URL consultato il 6 gennaio 2014.
16. ↑   Sartre su Enciclopedia di Riflessioni.it, su riflessioni.it. URL consultato il 6 gennaio 2014.
17. ↑   Simone e Jean-Paul: storia di cuore e d'intelletto, su i-libri.com. URL consultato il 6 gennaio 2014.
18. ↑   Recensione a Bariona di Sartre, su grupporicercasartriana.it. URL consultato il 6 gennaio 2014 (archiviato dall'url originale il 1º settembre 2014).
19. ↑   Gilles Anquetil, Sergio Moravia, Bernard-Henri Lévy, Sartre. Il paradosso del genio, su archiviostorico.corriere.it. URL consultato il 6 gennaio 2014 (archiviato dall'url originale l'11 maggio 2015).
20. ↑  Nazim Hikmet Biography Archiviato il 15 agosto 2014 in Internet Archive.
21. ↑   Julius and Ethel Rosenberg, su content.time.com. URL consultato il 6 gennaio 2014.
22. 1 2 3   Jean-Paul Sartre sulla tortura, su baruda.net. URL consultato il 6 gennaio 2014.
23. 1 2   Jean-Paul Sartre e la guerra d'Algeria…”L'Algérie n'est pas la France”, su baruda.net. URL consultato il 6 gennaio 2014.
24. 1 2 3   Tom Bishop, Superstar of the Mind, su query.nytimes.com. URL consultato il 6 gennaio 2014., New York Times 7 June 1987
25. ↑  Simone de Beauvoir, Political Writings, University of Illinois Press, 2014, note pp. 69-70
26. ↑  Il contributo di Frantz Fanon al processo di liberazione dei popoli - Prefazione di Sartre
27. ↑  Jean-Paul Sartre - Hands across a century
28. ↑   Henry Samuel, Hell is other people removing your cigarette, in The Telegraph, 10 marzo 2005.
29. ↑   Letteratura: Sartre e la droga, con allucinazioni vedeva aragoste, su www1.adnkronos.com. URL consultato il 6 gennaio 2014.
30. ↑  John Gerassi, Parlando con Sartre, pp. 269-270
31. ↑  Secondo un articolo pubblicato sul Corriere della Sera del 9 ottobre 2008, Sartre «rifiutò il Premio con grande enfasi pubblica e poi si fece avanti privatamente per ottenere l'assegno», rimanendo tuttavia ignorato dall'Accademia svedese; vedere  Dario Fertilio, Segreti da Nobel: intrighi a Stoccolma. Da Tolstoj a Fo: retroscena, polemiche e tic, in Corriere della Sera, 9 ottobre 2008. URL consultato l'11 gennaio 2010.
32. ↑   La volta che Sartre rifiutò il Nobel, su ilpost.it. URL consultato il 6 gennaio 2014.
33. ↑   Arlette Elkaïm-Sartre, su franceculture.fr. URL consultato il 6 gennaio 2014.
34. 1 2  Articoli su Sartre in: La Frusta letteraria
35. ↑  Gatti e scrittori
36. ↑   Jean-Paul Sartre, The Slow Death of Andreas Baader, su marxists.org. URL consultato il 6 gennaio 2014., 7 dicembre 1974, on line su Marxists.org.
37. ↑  E Sartre disse a Baader: "Basta con il terrorismo"
38. 1 2   The last days of Jean-Paul Sartre, su newcriterion.com. URL consultato il 6 gennaio 2014.
39. ↑  Sarah Bakewell, Al caffè degli esistenzialisti. Libertà, Essere e Cocktail, Fazi, estratto
40. ↑   Articolo sulla morte di Jean-Paul Sartre (PDF), su fondazionerrideluca.com. URL consultato il 6 gennaio 2014 (archiviato dall'url originale il 5 gennaio 2015)., da Lotta Continua del 17 aprile 1980
41. ↑   Sartre Cortege Plus Thousands End In Crush At The Cemetery, in Boston Globe, Globe Newspaper Company, 20 aprile 1980. URL consultato il 9 maggio 2009.
42. ↑  S. de Beauvoir, La Cérémonie des adieux, 1981, p. 159: «Sa mort nous sépare. Ma mort ne nous réunira pas. C'est ainsi; il est déjà beau que nos vies aient pu si longtemps s'accorder».
43. ↑   Daniel Singer, Sartre's Roads to Freedom, su The Nation, 5 giugno 2000. URL consultato il 9 maggio 2009 (archiviato dall'url originale il 2 giugno 2008).
44. 1 2  J.-P. Sartre, L'esistenzialismo è un umanismo
45. 1 2  A letto con i filosofi-Sartre e Simone de Beauvoir Archiviato il 4 marzo 2016 in Internet Archive.
46. ↑  J.P. Sartre, L'essere e il nulla, Milano, Il Saggiatore, 1965, pp. 69-70
47. 1 2 3  La nausea di Sartre, homolaicus.com
48. ↑   Jean-Paul Sartre, Maria Marasco (a cura di), L'esistenzialismo è un umanismo, su swif.uniba.it. URL consultato il 6 gennaio 2014 (archiviato dall'url originale il 6 settembre 2011).
49. 1 2 3 4 5 6   Jean-Paul Sartre, Existentialism Is a Humanism, su marxists.org. URL consultato il 6 gennaio 2014., 1946, in Existentialism from Dostoyevsky to Sartre, ed. Walter Kaufman, Meridian Publishing Company, 1989; First Published: World Publishing Company in 1956; on-line su Marxists.org
50. ↑   L'esistenzialismo di Sartre e Heidegger, su homolaicus.com. URL consultato il 6 gennaio 2014.
51. 1 2   L'ontologia di Sartre, su ariannascuola.eu. URL consultato il 6 gennaio 2014 (archiviato dall'url originale il 26 aprile 2009).
52. ↑  Jean Paul Sartre, L'esistenzialismo è un umanismo, pp. 31-38
53. ↑   Umanismo ed esistenzialismo: Sartre ed Heidegger, su athenenoctua.it. URL consultato il 6 gennaio 2014 (archiviato dall'url originale il 23 dicembre 2014).
54. ↑  Virzo F.La magia della parola CHE AFFABULA E DICE IL NULLA, Torino 2016, passim
55. ↑  Non di sola ideologia: Vittorini e la stagione del Politecnico Archiviato l'8 marzo 2016 in Internet Archive.
56. ↑  Jean-Paul Sartre, Critique de la raison dialectique, Paris, Gallimard, 1960, pp.375-376
57. ↑   Sartre, su sitocomunista.it. URL consultato il 6 gennaio 2014. da sitocomunista.it
58. ↑  Critica della ragione dialettica, Libro II
59. ↑   Sartre: potere e libertà, su socialismolibertario.it. URL consultato il 6 gennaio 2014. da Umanità Nova n. 23, 22 giugno 1980, pp. 4-6
60. ↑  Costanzo Preve, L'esistenzialismo e Jean-Paul Sartre
61. ↑   Sartre: biografia e opere, su lafrusta.homestead.com. URL consultato il 6 gennaio 2014., La Frusta letteraria
62. 1 2  da Il filosofo e la politica, Editori Riuniti, Roma, 1972, pagg. 222-224
63. ↑  Olivier Clément, I visionari. Saggio sul superamento del nichilismo, ed. Jaca Book, 1987, p. 48
64. ↑  Citato in: Paco Ignacio Taibo II, Senza perdere la tenerezza. Vita e morte di Ernesto Che Guevara, traduzione di Gloria Cecchini, Gina Maneri e Sandro Ossola, Milano, ed. Il Saggiatore, 2012, p. 406. ISBN 978-88-428-1781-9
65. 1 2   Paul Johnson, The Heartless Lovers of Humankind, su fortfreedom.org. URL consultato il 6 gennaio 2014., The Wall Street Journal, January 5, 1987.
66. ↑  Peter Fröberg Idling, Il sorriso di Pol Pot. Un viaggio svedese nella Cambogia dei khmer rossi, Milano, Iperborea, 2010, ed. orig. 2006, trad. dallo svedese di Laura Cangemi.
67. ↑   Heberto Padilla: "Fuera del juego", su it.paperblog.com. URL consultato il 6 gennaio 2014.
68. ↑   L'umanesimo nel pensiero di Che Guevara, su topologik.net. URL consultato il 6 gennaio 2014.
69. ↑  Pierre Kalfon, Il Che. Una leggenda del secolo, Feltrinelli, 2008, p. 56
70. ↑  Argentina: calcio, tango e dittatura
71. ↑   Sartre at Seventy: An Interview by Jean-Paul Sartre and Michel Contat, su The New York Review of Books, 7 agosto 1975. URL consultato il 27 ottobre 2011.
72. ↑   R.A. Forum > Sartre par lui-même ( Sartre by Himself), su raforum.info, 28 settembre 1966. URL consultato il 27 ottobre 2011 (archiviato dall'url originale il 30 settembre 2011).
73. ↑  "Interview with Jean-Paul Sartre" in The Philosophy of Jean-Paul Sartre, ed. P.A. Schilpp, p. 21.
74. ↑  John Gerassi, Parlando con Sartre. Conversazioni al caffè, Il Saggiatore, 2011, p. 420
75. ↑   Dino Martirano, Manette agli anarchici rivoluzionari, su archiviostorico.corriere.it. URL consultato il 6 gennaio 2014 (archiviato dall'url originale il 2 dicembre 2013)., Corriere della Sera, 18 settembre 1996
76. ↑   Françoise Collin, Sartre e Arendt, contemporanei, su siba-ese.unisalento.it. URL consultato il 6 gennaio 2014.
77. ↑   Remembering a martyr, su praguepost.cz. URL consultato il 6 gennaio 2014 (archiviato dall'url originale il 26 agosto 2014).
78. ↑  Arianna Marchente, Jacques Derrida sulla pena di morte Archiviato il 16 dicembre 2014 in Internet Archive.: «Osservando queste posizioni si capisce perché, commenta astutamente Derrida, non sono mai esistiti, nella storia della filosofia, discorsi abolizionisti: il discorso filosofico tradizionale infatti o riconosce la legittimità della pena di morte – come nel caso di Platone, di Kant e di Hegel – oppure si limita a tacere la questione – come fanno Heidegger e Sartre – , laddove tacere è un altro modo di non opporsi e quindi legittimare lo stato giuridico delle cose. I discorsi abolizionisti vengono condotti per lo più da giuristi – come nel caso di Cesare Beccaria – e quasi mai da filosofi». Dice infatti Derrida: «Non c'è filosofo che abbia mai, in quanto filosofo, alzato la voce contro la pena di morte. Certo, ci sono e ci sono stati filosofi che in cuor loro erano contro. Sono sicuro che Sartre era in cuor suo contro la pena di morte, così come altri che non cito. Ma mai un filosofo ha elaborato un discorso filosofico contro la pena di morte».
79. ↑  John Gerassi, Parlando con Sartre, p. 145
80. ↑  Sartre: Conversations with a “Bourgeois Revolutionary”
81. 1 2   Edward Said, «Il mio incontro con Jean-Paul Sartre» [collegamento interrotto], su monde-diplomatique.it. URL consultato il 6 gennaio 2014.
82. ↑  Quell'abbaglio degli intellettuali Archiviato il 4 febbraio 2015 in Internet Archive.
83. ↑  The European Left and Its Trouble With Jews
84. ↑   Io piccola ebrea, amante di Sartre e Simone, su archiviostorico.corriere.it. URL consultato il 6 gennaio 2014 (archiviato dall'url originale il 26 marzo 2014).
85. ↑  (EN) Angelique Chrisafis, Academic tug-of-love over De Beauvoir legacy, in The Guardian, 4 gennaio 2008. URL consultato il 29 agosto 2014.
86. ↑   Lying and Nothingness: Struggling with Simone de Beauvoir's Wartime Diary, 1939-1941, su bookslut.com. URL consultato il 14 luglio 2015 (archiviato dall'url originale l'11 gennaio 2021).
87. ↑  (FR) Bianca Lamblin, Mémoires d'une jeune fille dérangée [Memorie di una ragazza disturbata], Parigi, Éditions Balland, 1993.
88. ↑  (FR) Jean-Paul Sartre, Simone de Beauvoir: Bianca, leur jouet sexuel [Sartre, Beauvoir: Bianca, il loro giocattolo sessuale], in Gala, 14 luglio 2023. URL consultato il 1º agosto 2023.
89. ↑   Omofobia sinistra, su ilfoglio.it. URL consultato il 7 febbraio 2015 (archiviato dall'url originale il 7 febbraio 2015).
90. ↑  Da Togliatti al Sessantotto
91. ↑  (FR) Tout ! n.12, 23 aprile 1971. URL consultato il 21 gennaio 2025 (archiviato dall'originale).
92. ↑  SOS incesto
93. ↑   Quelques pétitions ou lettres ouvertes pas sans équivoque, su decadi.com. URL consultato il 6 gennaio 2014 (archiviato dall'url originale il 4 aprile 2005).
94. ↑  Sartre, una censura per stupro
95. ↑  “Allons enfants de la Patrie …” pedofilia in casa Sartre / Beauvoir
96. ↑  Michel Onfray, L'ordine libertario. Vita filosofia di Albert Camus
97. 1 2 3   Sartre e Dio, su ccdc.it. URL consultato il 6 gennaio 2014 (archiviato dall'url originale il 5 gennaio 2015).
98. 1 2   Arnold Jacob Wolf, The Testament of Jean-Paul Sartre, su clal.org. URL consultato il 6 gennaio 2014 (archiviato dall'url originale il 9 gennaio 2013).
99. ↑   De Bernard-Henri Lévy à Benny Lévy, via Sartre: imposture intellectuelle et manipulation idéologique, su blogs.mediapart.fr. URL consultato il 6 gennaio 2014.
100. ↑   https://www.telegraph.co.uk/news/obituaries/1444662/Benny-Levy.html, su Telegraph, 21 ottobre 2003.
101. ↑   Death of Benny Lévy, su telegraph.co.uk. URL consultato il 6 gennaio 2014.
102. ↑   Hope Now: The 1980 Interviews, Sartre, van den Hoven, Lévy, su press.uchicago.edu. URL consultato il 6 gennaio 2014.
103. 1 2 3   Jean-Paul Sartre e Benny Levy, Hope Now: The 1980 Interviews, su books.google.it. URL consultato il 6 gennaio 2014.
104. ↑  citato in Sartre par lui même, 1972
105. ↑  Bernard Lallement, Sartre l'improbable salaud, Le cherche midi, p. 15
106. ↑   Gli ultimi giorni di Sartre, nemico della democrazia, su archiviostorico.corriere.it. URL consultato il 6 gennaio 2014 (archiviato dall'url originale il 5 gennaio 2015).
107. ↑  Valter Vecellio, Marco Pannella. Biografia di un irregolare, risvolto di copertina
108. ↑   Jean-Paul Sartre, Scheda N°3 Radicali famosi e perciò clandestini', su radicali.it. URL consultato il 27 febbraio 2015 (archiviato dall'url originale il 5 marzo 2016).
«Un Partito Radicale internazionale, che non avesse nulla in comune con i partiti radicali attuali in Francia? E che avesse, ad esempio, una sezione italiana, una sezione francese, ecc.? Conosco Marco Pannella, ho visto i radicali italiani e le loro idee, le loro azioni; mi sono piaciuti. Penso che ancora oggi occorrano dei partiti, solo più tardi la politica sarà senza partiti. Certamente dunque sarei amico di un simile organismo internazionale.»
109. ↑   Jean Paul Sartre: "Nunca estuve desesperado, nunca sentí la angustia", su elpais.com. URL consultato il 6 gennaio 2014., El Pais, 16 aprile 1980
110. ↑  J.-P. Sartre, B. Levy, Hope Now, III, Chicago Press, 1996, p. 54
111. ↑  Michel Onfray, L'ordine libertario. Vita filosofica di Albert Camus
112. ↑  Ulderico Munzi, Cioran - L'ultimo cavaliere del nulla, Corriere della Sera, 1995, riportato su tuttocioran.com
113. ↑   E.M. Cioran. La rivincita dell'anti-Sartre, su archiviostorico.corriere.it. URL consultato il 6 gennaio 2014 (archiviato dall'url originale il 3 aprile 2014).
114. ↑  Michele Lenoci, in AA.VV., Manuale di base di storia della filosofia. Autori, indirizzi, problemi, Firenze University Press, 2009, p. 176.
115. ↑  M. Heidegger, Lettera sull'"umanismo"
116. ↑   Diego Fusaro (a cura di), Jean-Paul Sartre, su filosofico.net. URL consultato il 6 gennaio 2014 (archiviato dall'url originale il 23 marzo 2014).
117. ↑   Louis-Ferdinand Céline, À l'agité du bocal, su arsnova-ensemble.com. URL consultato il 6 gennaio 2014 (archiviato dall'url originale il 16 dicembre 2013).
118. ↑   Particolare del dipinto (JPG), su c.photoshelter.com. URL consultato il 2 maggio 2019 (archiviato dall'url originale il 15 gennaio 2020).
119. ↑  (FR) 0dd, Charlotte Sartre : « Le porn est le lieu parfait pour changer les mentalités », su letagparfait.com. URL consultato l'11 maggio 2020.
120. ↑   La Natività in un racconto dimenticato di Sartre, su ilfoglio.it (archiviato dall'url originale il 12 dicembre 2023).